# Església de Nostra Senyora de la Dalbada
L'església de Nostra Senyora de la Dalbada és un temple catòlic de la ciutat de Tolosa de Llenguadoc. Està situat al carrer de la Dalbada del barri de Carmes, al centre històric de la ciutat. No s'ha de confondre amb la basílica de la Daurada, que es troba al costat del moll sobre la Garona del mateix nom. El seu nom prové de l'antiga església que l'havia precedit i que estava coberta amb un guix blanc (calç), donant-li el nom de Santa Maria dealbata (Santa Maria la blanca). L'edifici actual, força auster des de l'exterior, és típic de l'arquitectura gòtica llenguadociana.

## Història
La primera església es va erigir el 541 i va estar de peu fins a finals del segle xv al lloc on hi havia hagut un primitiu oratori. Aquest edifici va acabar calcinat per un incendi el 27 d'octubre de 1442 que va consumir tot el barri.

La construcció de l'església actual data de finals del segle xv (c. 1480). El seu campanar, obra de Nicolas Bachelier (arquitecte de l'Hotel d'Assesat i del Pont Nou), va ser construït el 1551. Símbol del poder eclesiàstic la seva agulla, que s'enfilava fins als 87 m, es va desmuntar el 1795. Tanmateix es va refer el 1881, aquest cop però era encara més alta i arribava als 91 m d'altura. L'agulla de Nostra Senyora de la Dalbada va marcar el punt més alt de la ciutat fins al 1926. Aquest campanar, que era comparable al de la catedral de Santa Cecília d'Albi, es va esfondrar sobtadament la nit de l'11 al 12 d'abril de 1926, a les 3.15 hores, matant a una parella de forners, deixant 9 ferits i causant danys importants a les cases veïnes. Una trentena de busts esculpits pel mestre Nicolas i els seus estudiants estan exposats al Museu des Agustins de Tolosa.

Caiguda del campanat del 1926
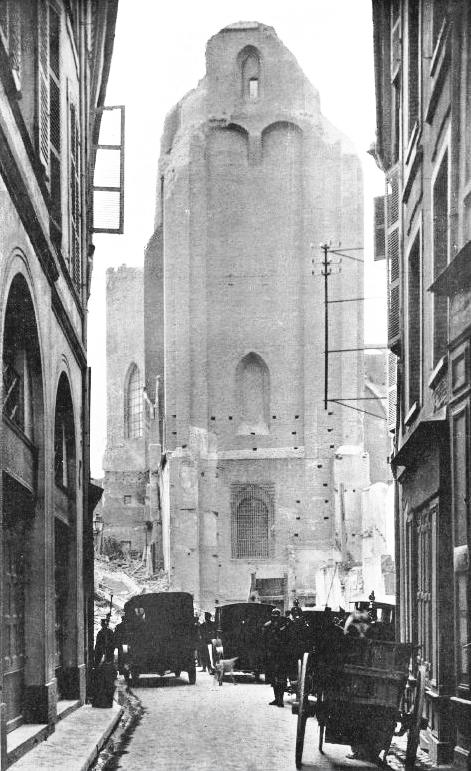
Campanar escapçat l'abril del 1926, vist des del carrer dels Paradoux.
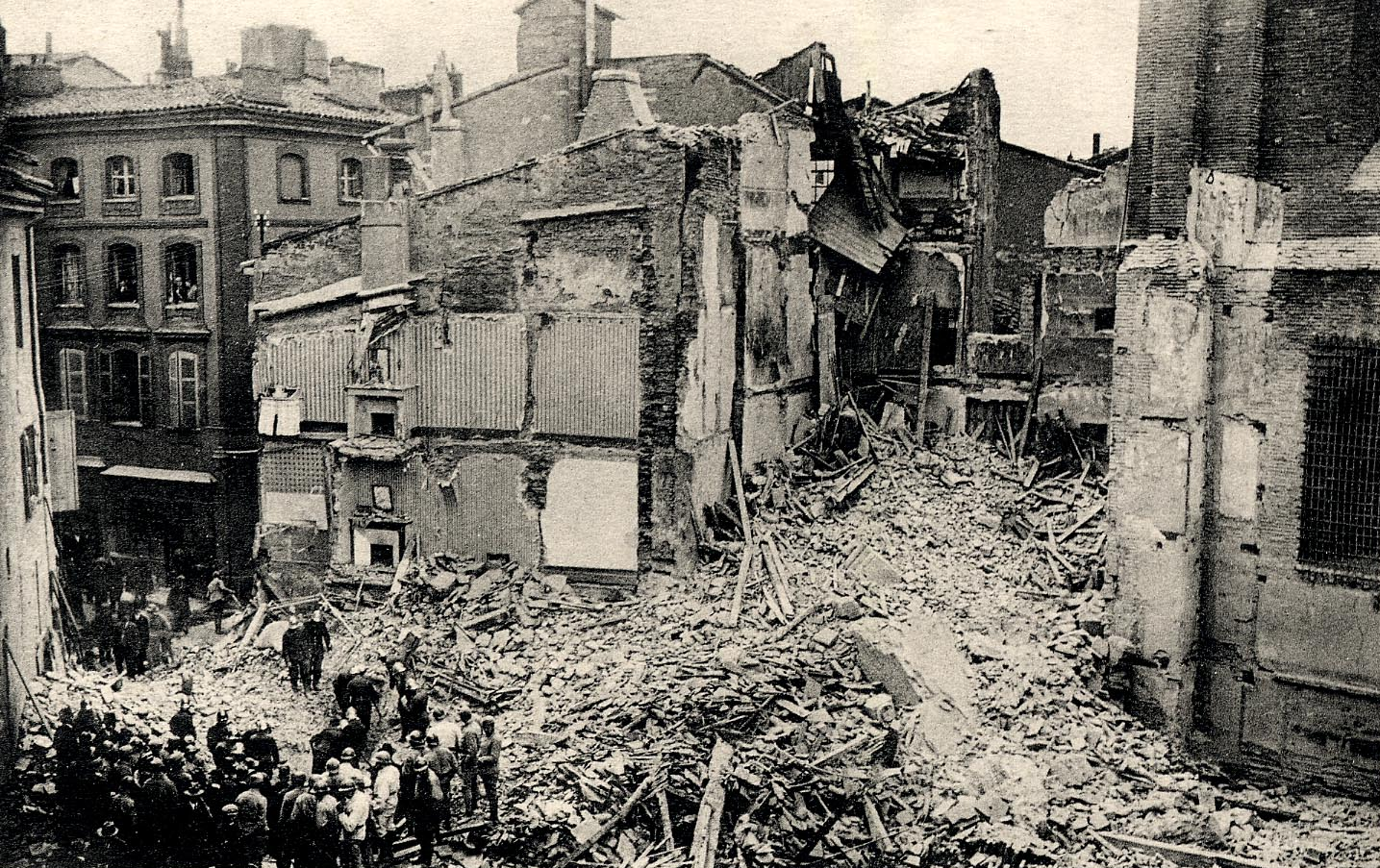
Conseqüències de l'esfondrament
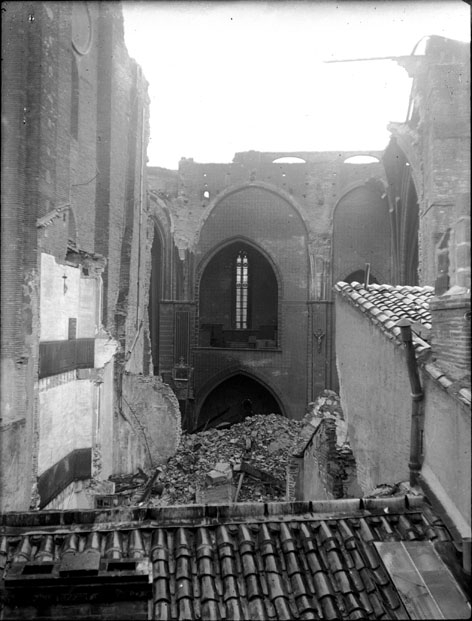
Interior de l'església

## Descripció

### Exterior
L'església té un aire de fortalesa medieval amb parets gruixudes, obertures estretes i una torre nord amb merlets decoratius. La façana principal té un timpà del tipus renaixentista italià fet de ceràmica, que copia la Coronació de la Verge de Fra Angelico. Aquesta vistosa decoració va ser creada per Gaston Virebent el 1874. Per la seva banda, el portal renaixentista data del 1537.

A la llinda gravada situada sota el timpà, podem llegir aquest apariat d'alexandrins:
Chrestien si mon amour est dans ton cœur gravé,
Ne difère en passant de me dire un ave

Visió de l'exterior
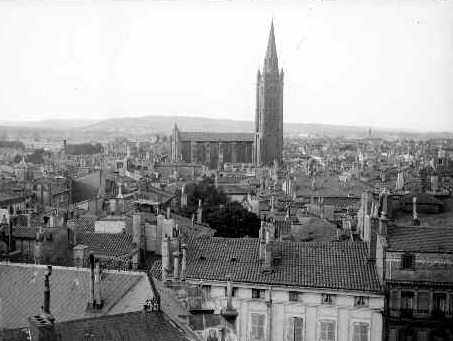
Campanar de la Dalbada abans de l'esfondrament
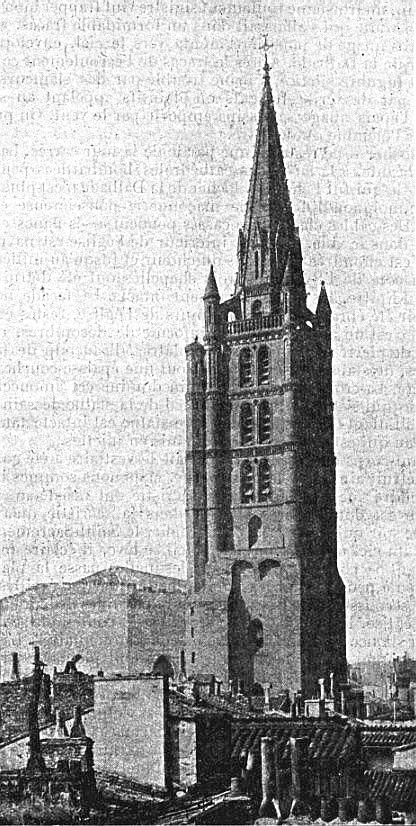
Campanar abans de l'esfondrament
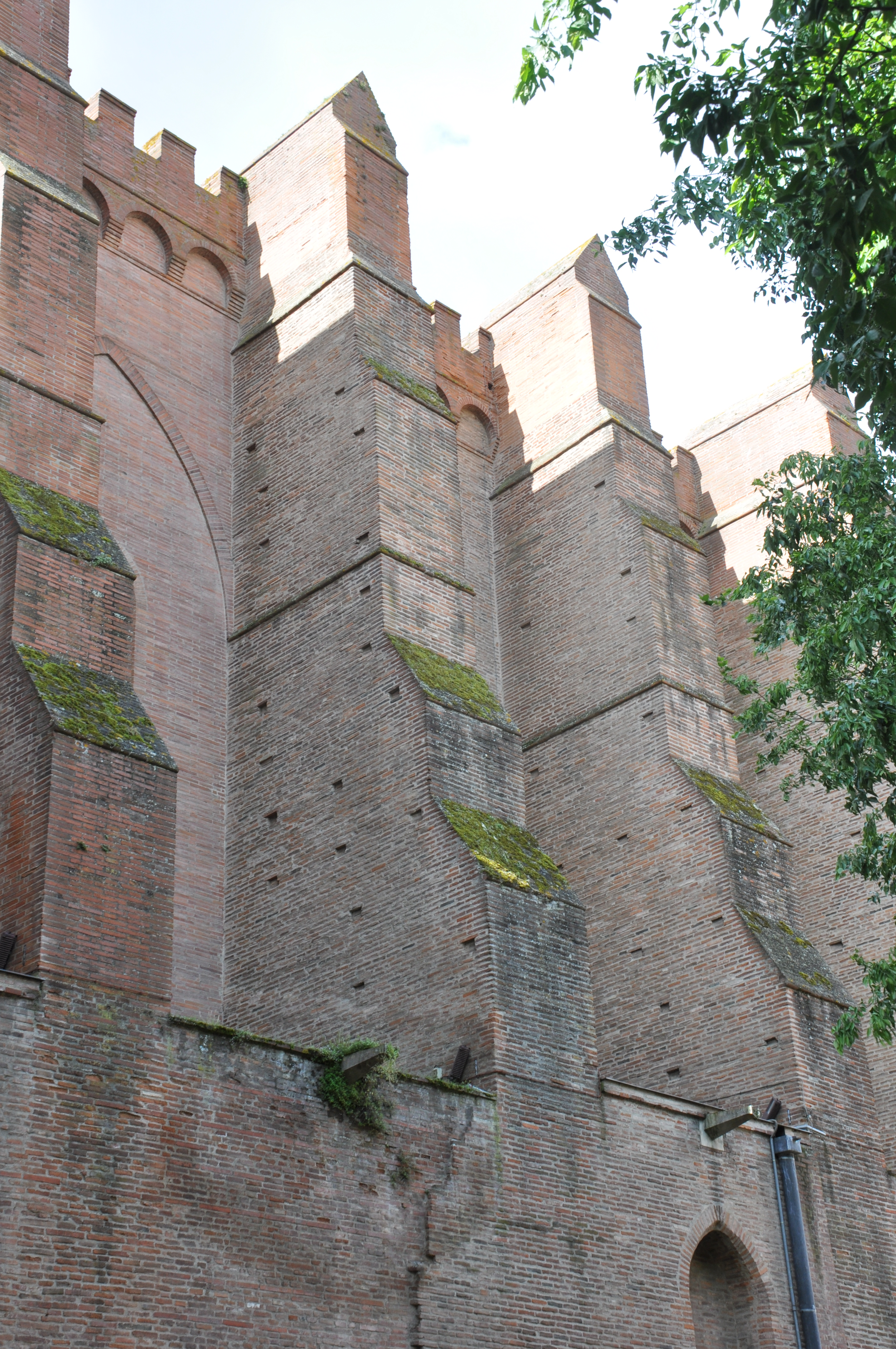
Contraforts
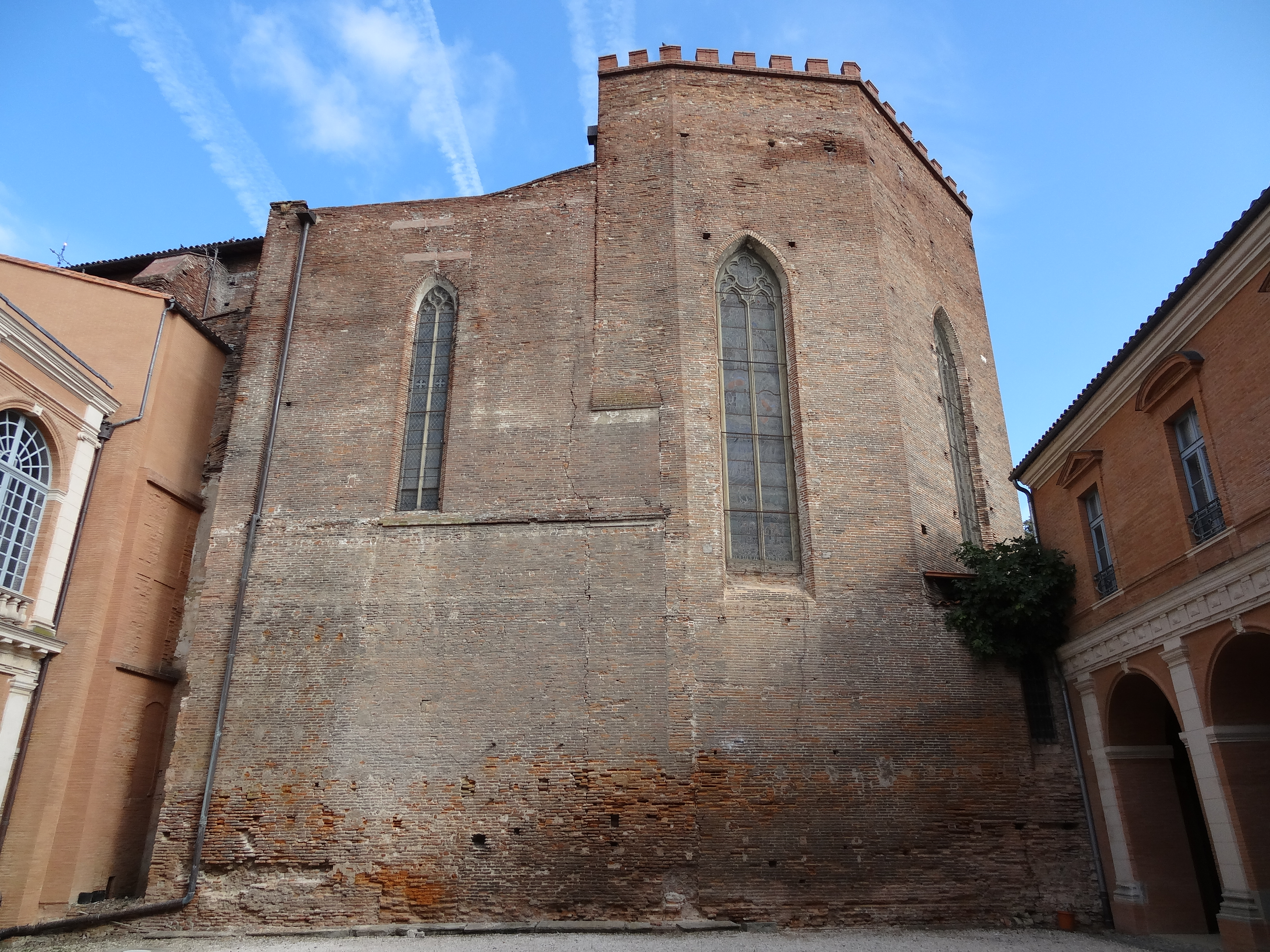
Mur sud

### Façana
El portal data de l'època del Renaixement. A l'esquerra hi ha una representació de Santa Caterina, a la dreta una de Santa Bàrbara i al centre, dividint l'entrada en dues portes, hi ha una escultura de la Mare de Déu i el Nen Jesús. El timpà de ceràmica és obra de Gaston Virebent (1878) i es va inspirar en la Coronació de la Verge de Fra Angelico.
Flanquejant el timpà hi ha quatre escultures, dues a cada cantó: a l'esquerra hi ha representats Sant Germier (a dalt) i Sant Joan Baptista (a sota); a la dreta hi ha el bisbe Sant Remigi de Reims (a dalt) i Sant Sebastià (a sota). Els originals d'aquestes escultures es conserven a la capella de Sant Germier; els seus escultors són Adolphe Azibert i Charles Ponsin-Andahary. A sota del rosetó hi ha una representació de l'infant Jesús de peu.

La façana
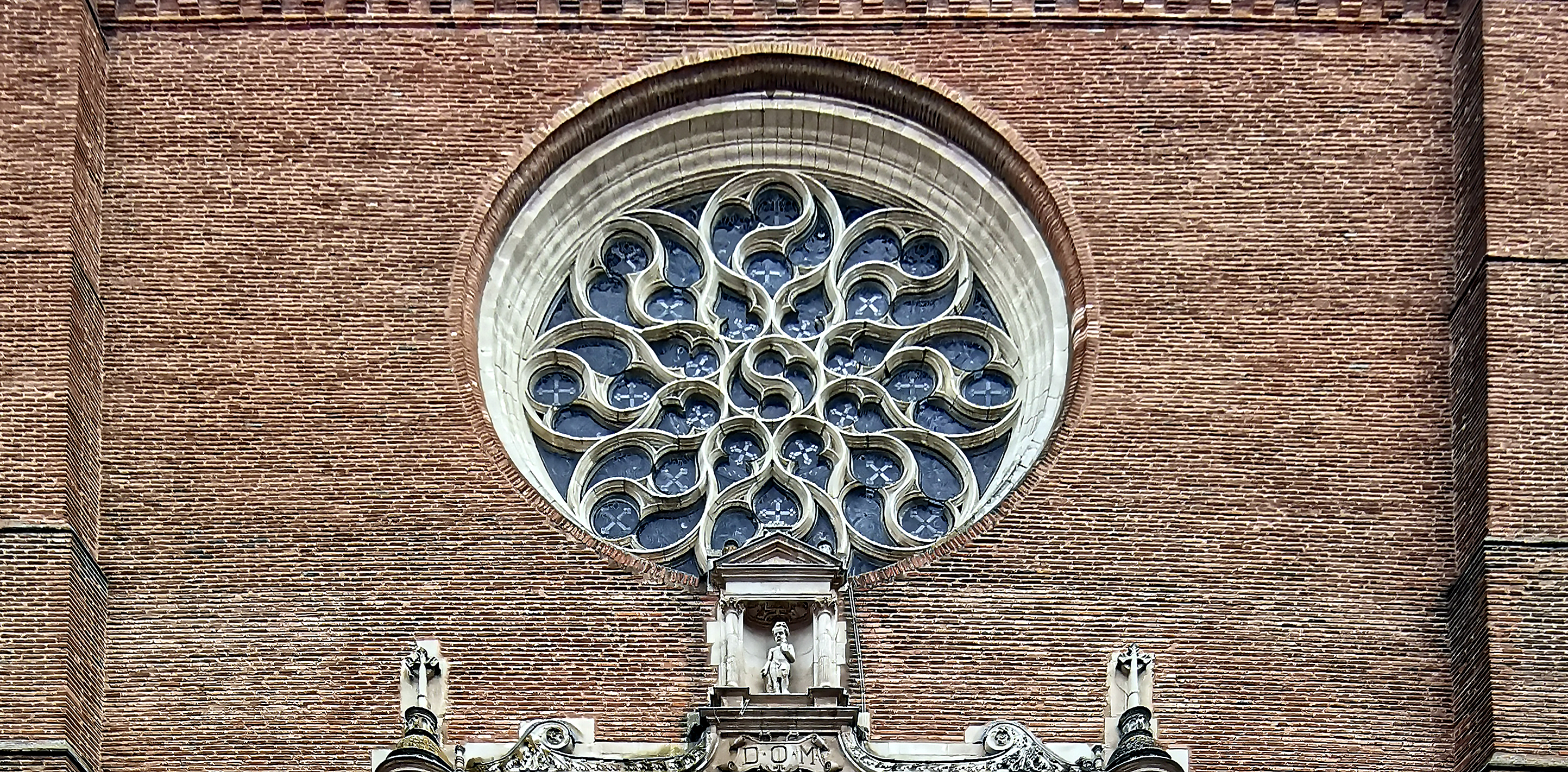
Roseta externa
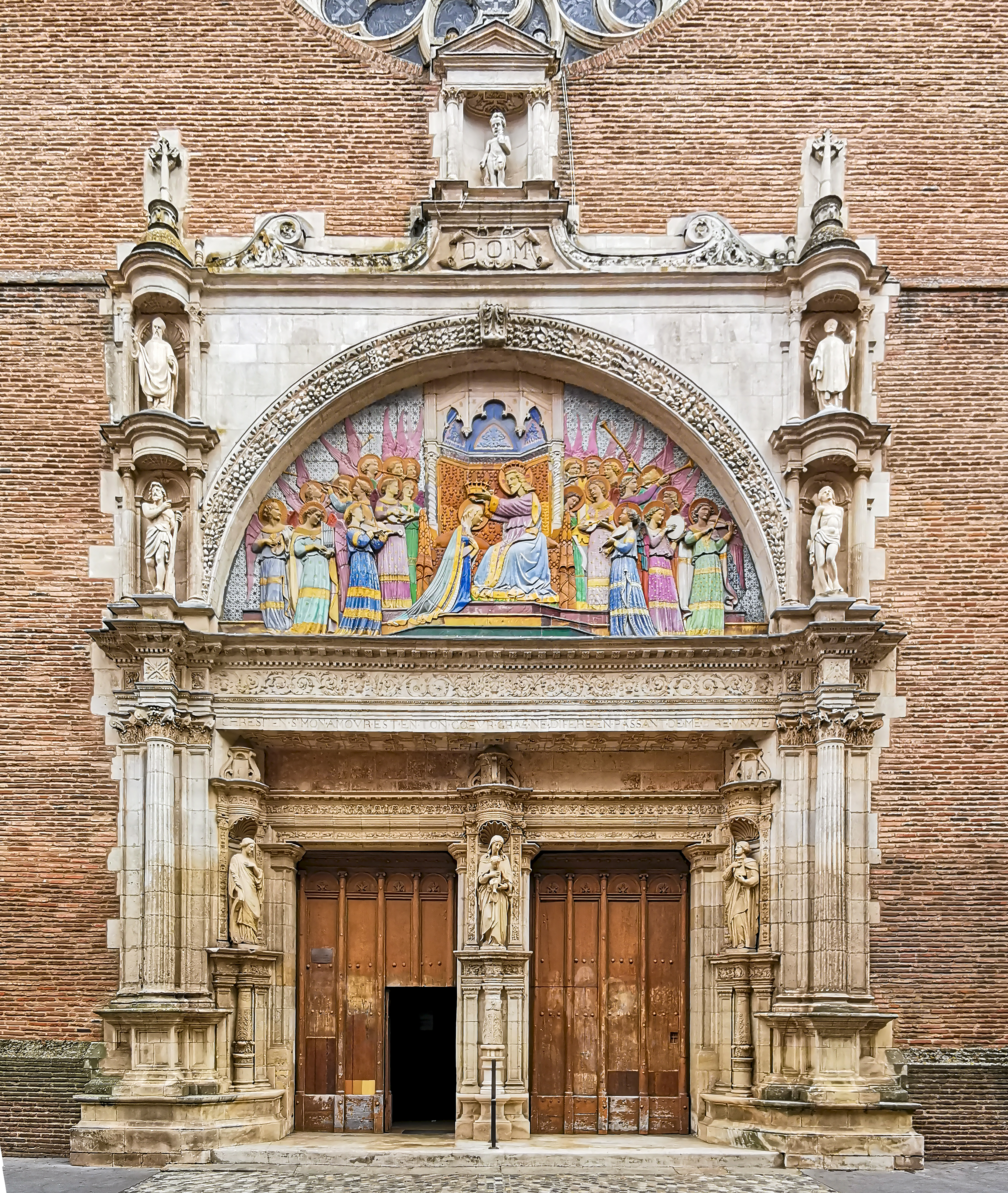
Portal renaixentista cap al 1540
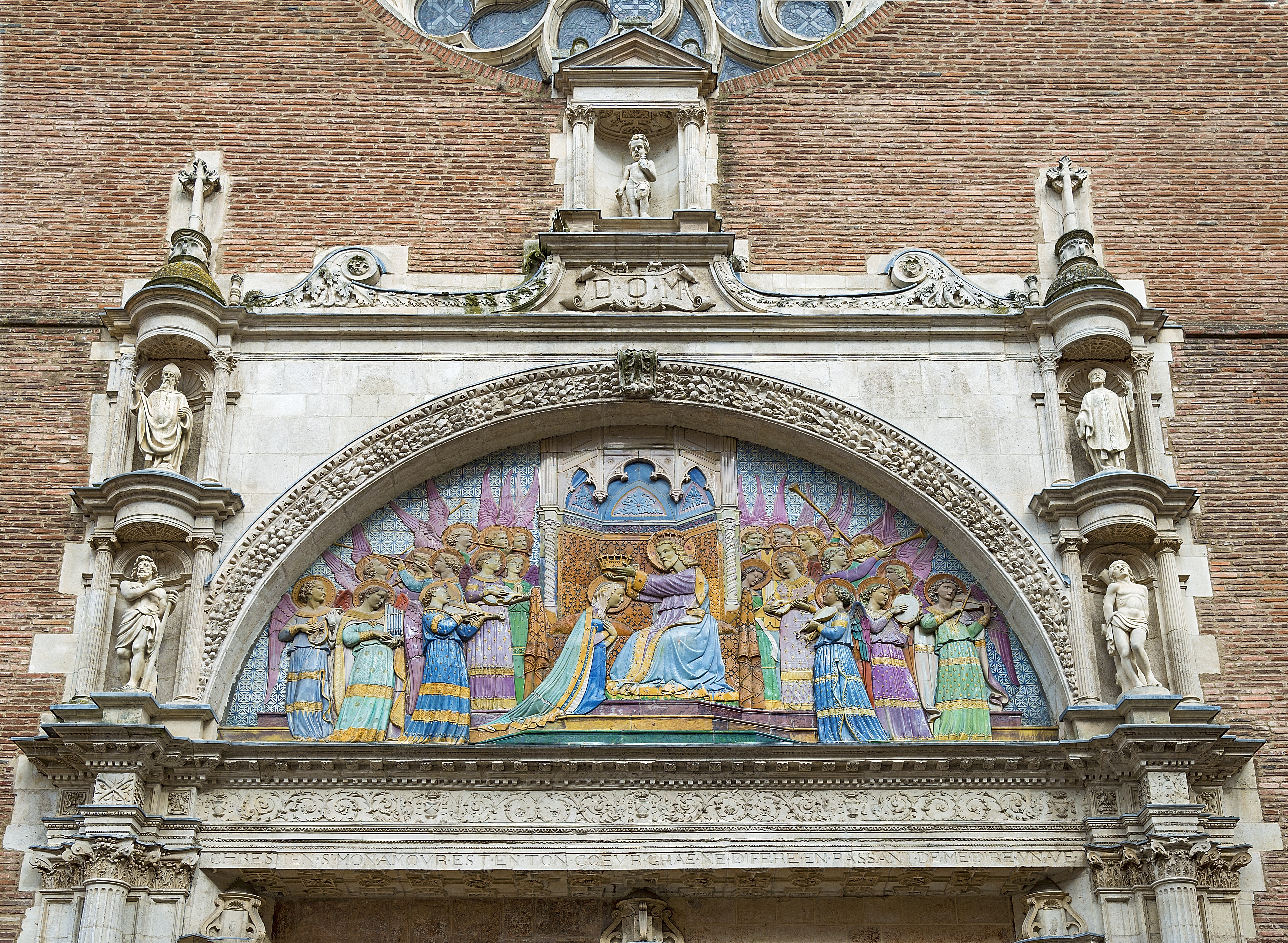
Tímpan ceràmic de Gaston Virebent 1878

### Interior
L'interior es va haver de reconstruir després de l'esfondrament del campanar el 1926. La nau està coberta amb una volta d'arc tercelet. Les capelles estan disposades a banda i banda de la nau, entre els contraforts, i les del cantó sud estan coronades per una galeria. Cinc capelles s'obren al cor poligonal. La visita de l'església permet de veure diverses obres d'art, com ara les estàtues que celebren la bellesa de Maria mediadora de totes les gràcies, protectora de mares i fills.

#### Capelles de l'esquerra
- Capella de benvinguda, on hi veiem una escultura tallada en fusta de la Mare de Déu amb el Nen. És en aquesta capella on s'hi munta el pessebre per Nadal.

Capella de benvinguda
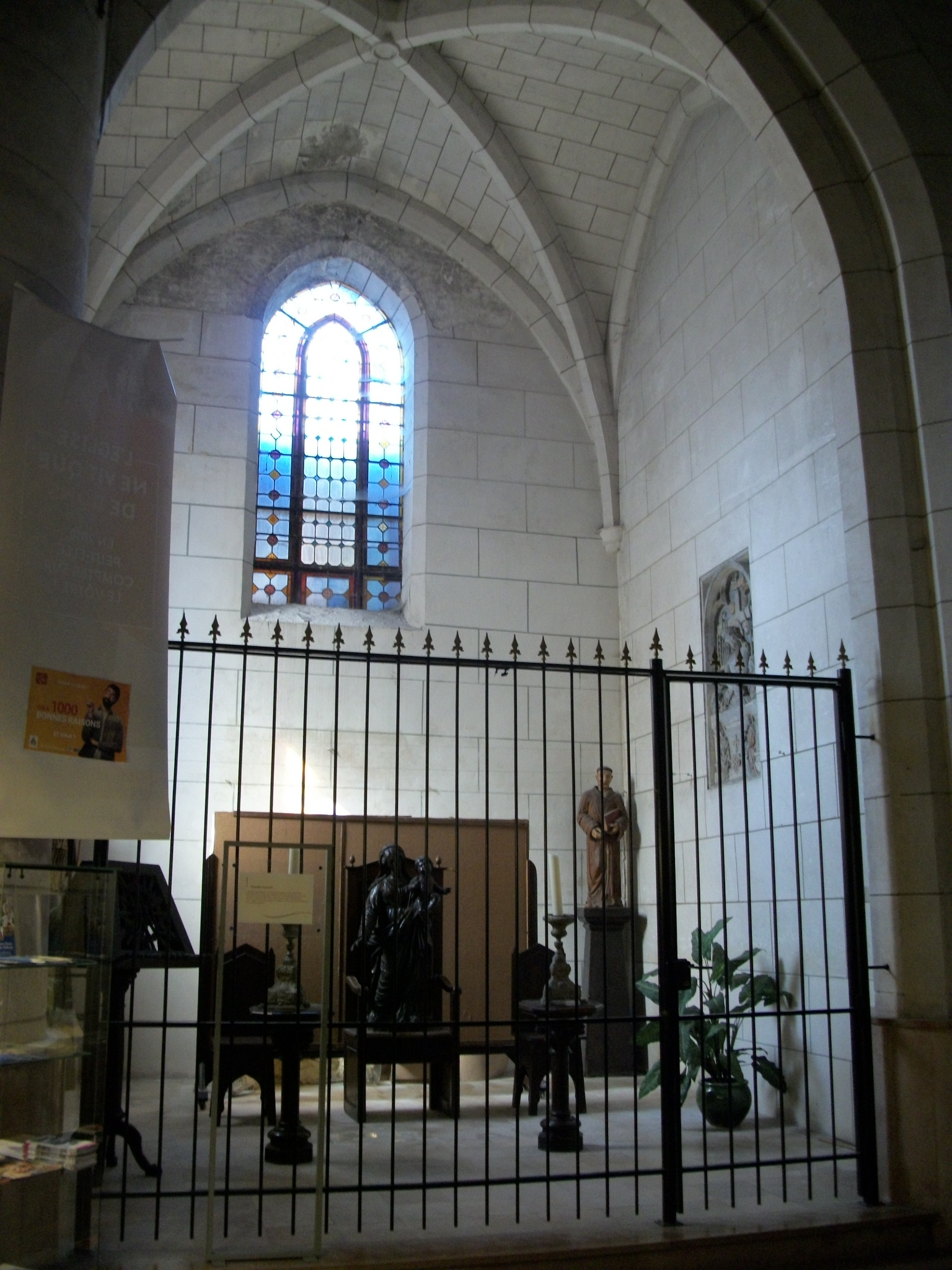
Capella
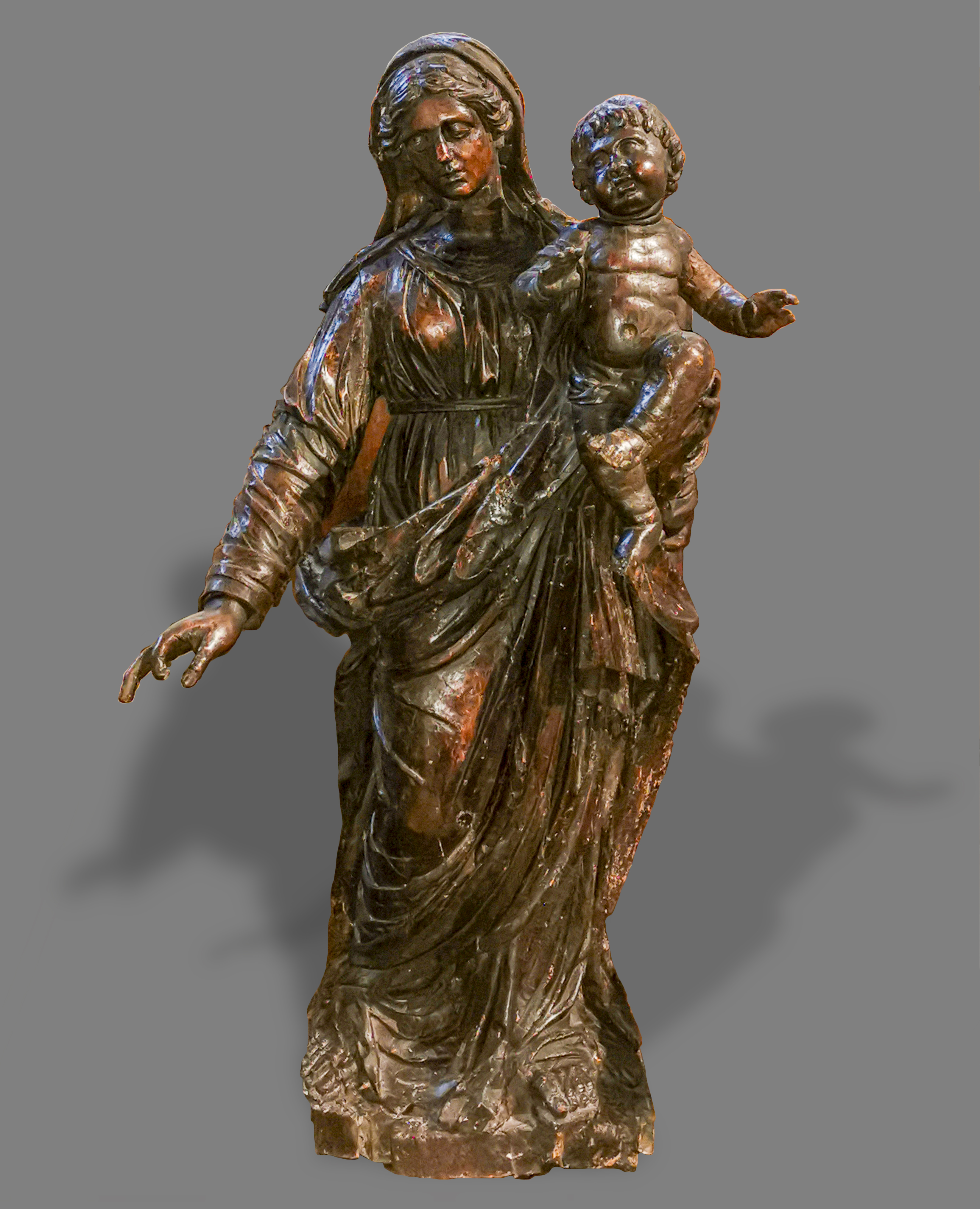
Escultura en fusta de la Verge Maria

- Capella de la tradició del Carmel, on hi veiem una escultura de Santa Teresa de Lisieux, una altra escultura de Joana d'Arc i una pintura classificada del segle xviii que representa Santa Teresa de Jesús.[5]

Capella de la tradició del Carmel
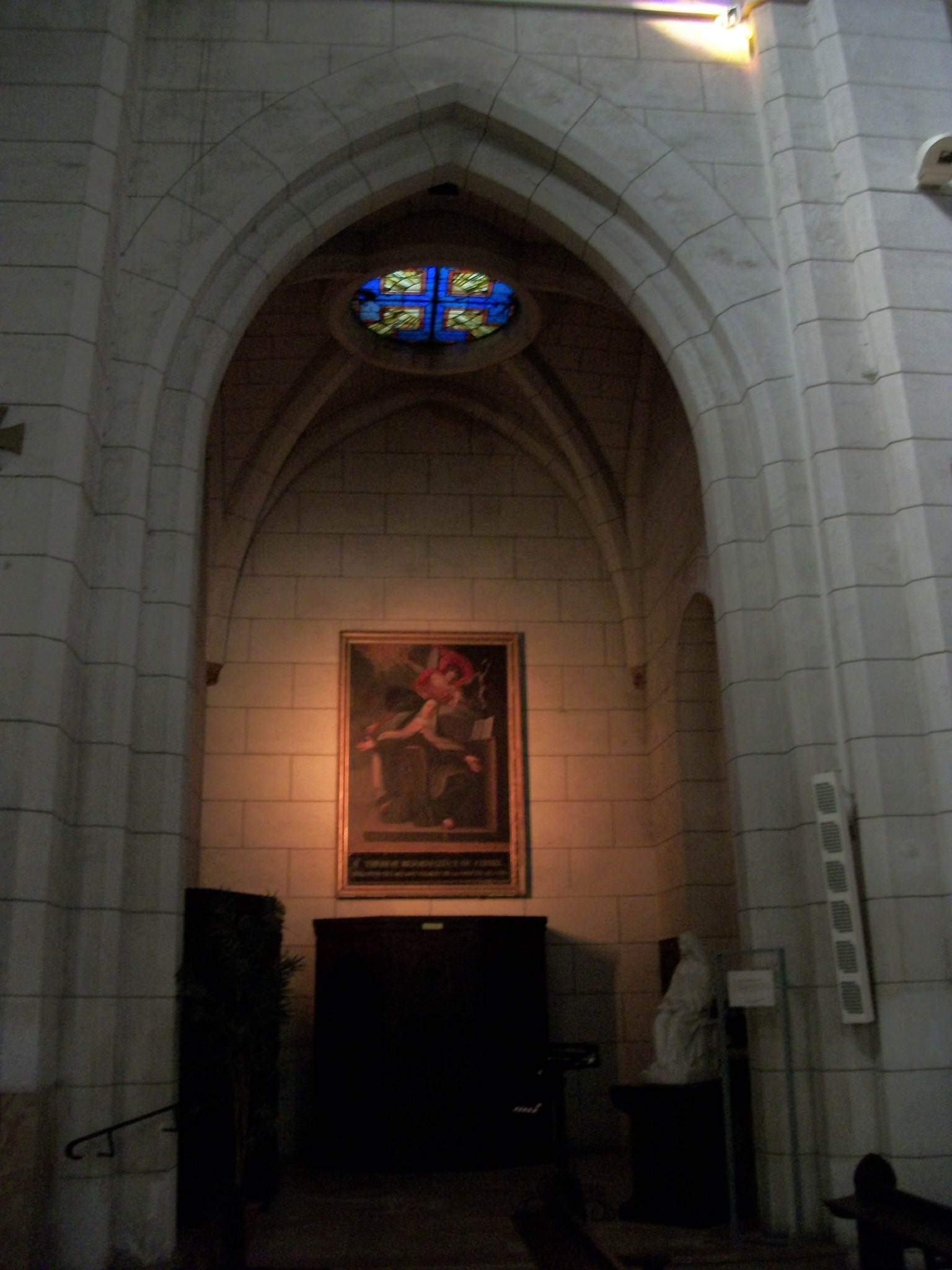
Capella
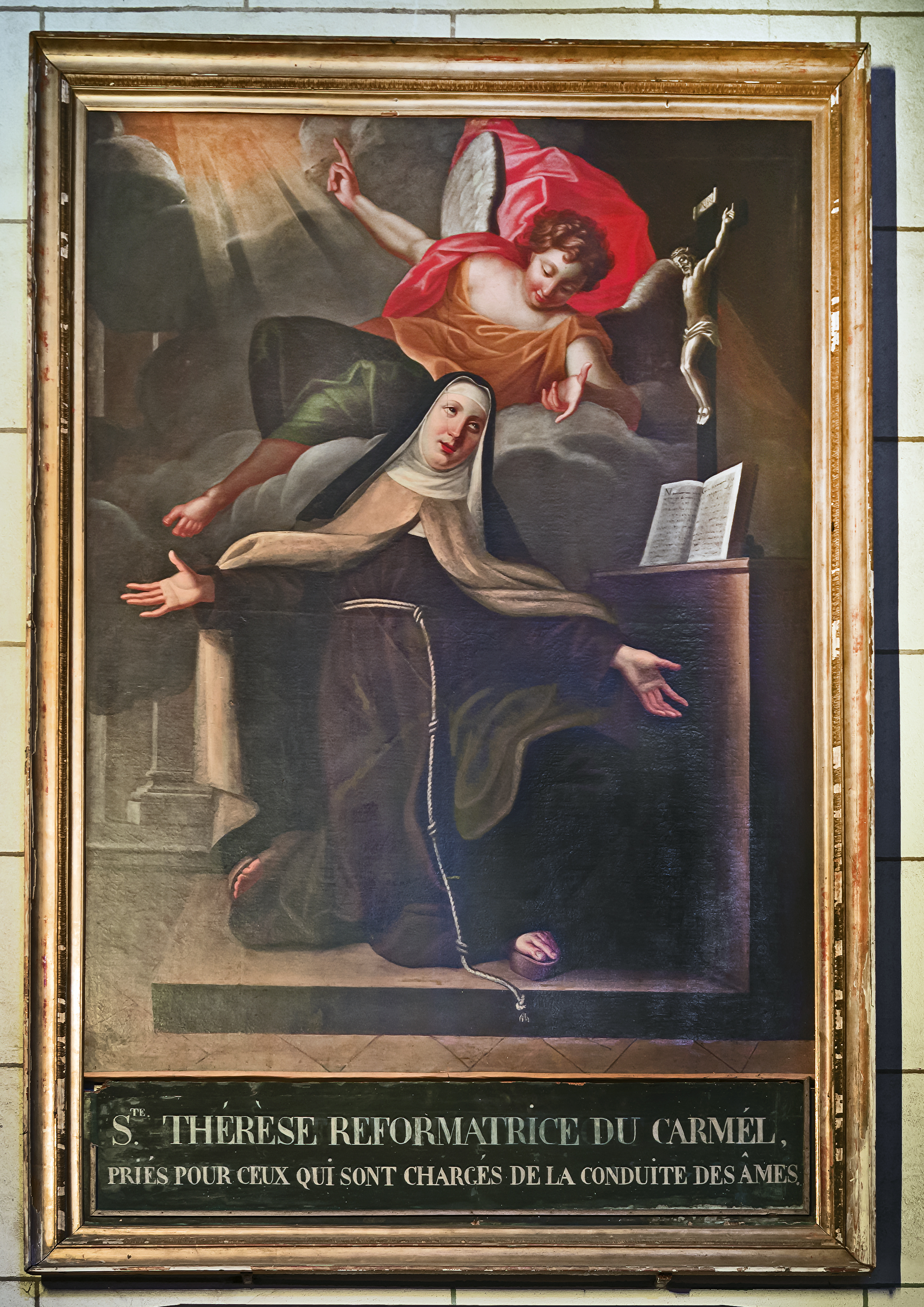
Quadre de Santa Teresa

- Capella de Sant Joan Baptista, on h i ha un monument a la memòria dels hospitalers de l'orde de Sant Joan de Jerusalem (el seu priorat està unit a l'església) i una pintura de Jean-Baptiste Despax del segle xviii que representa la Visitació.

Capella de Sant Joan Baptista
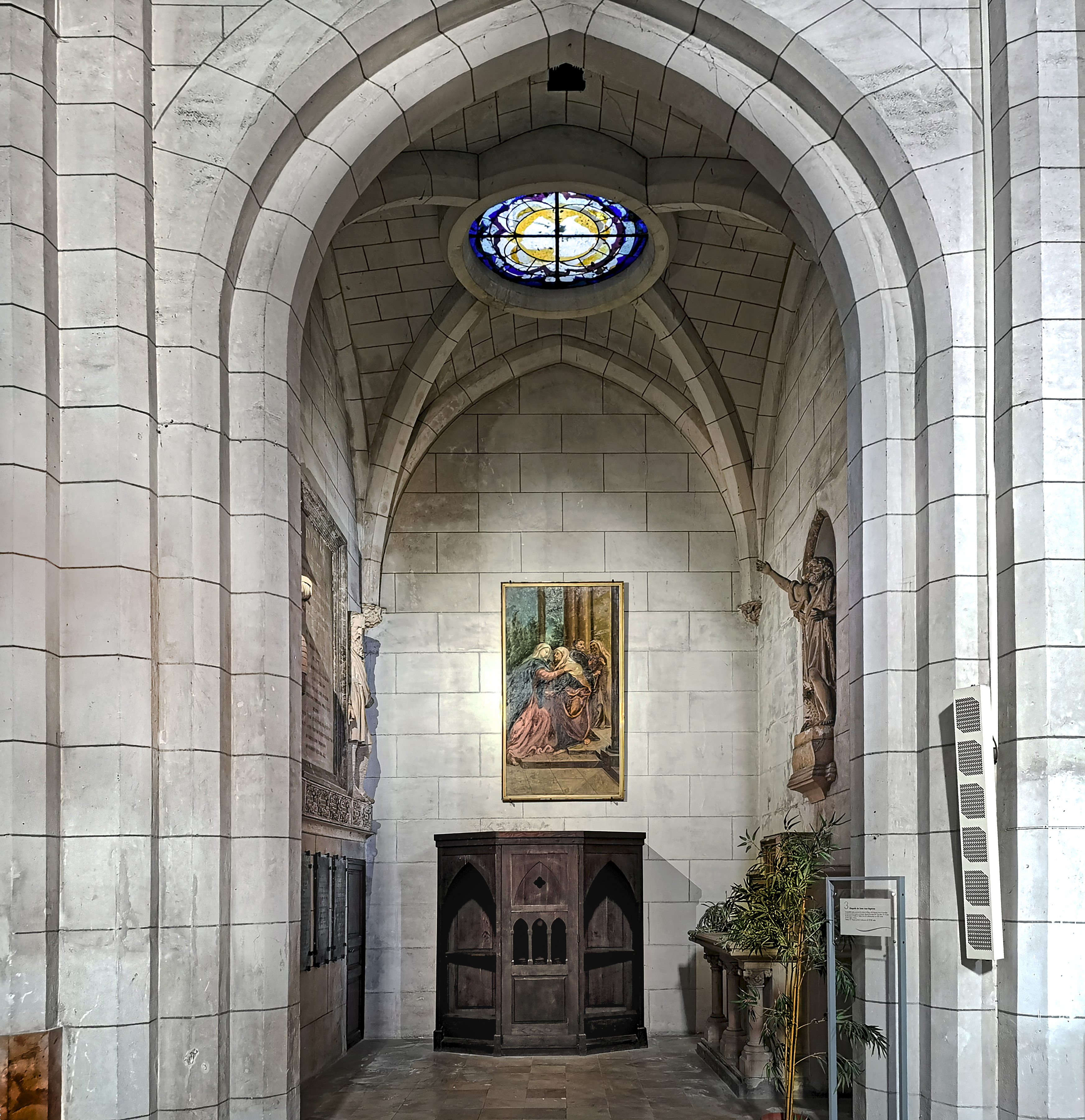
Capella
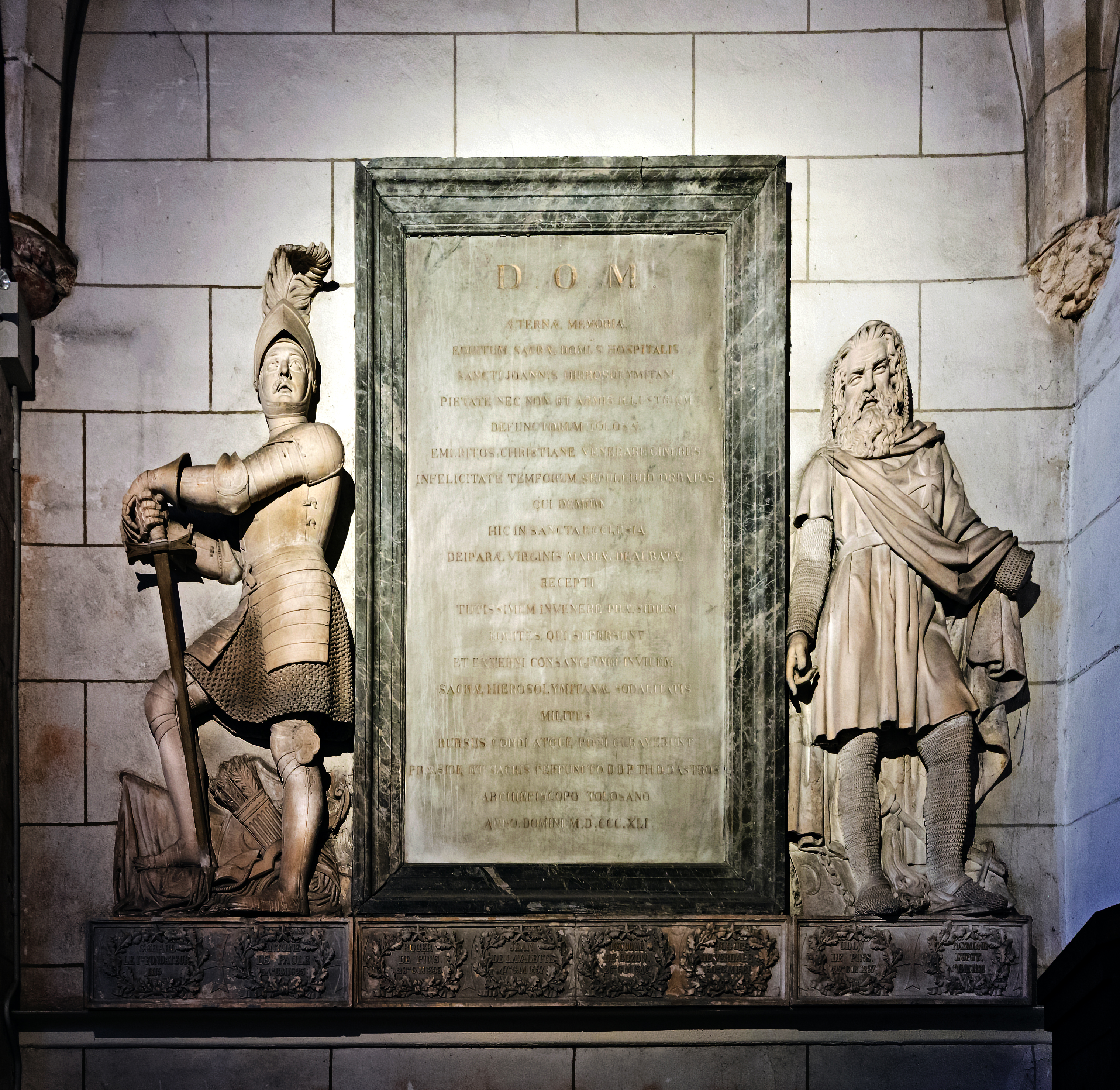
Monument a l'Ordre de Sant Joan de Jerusalem
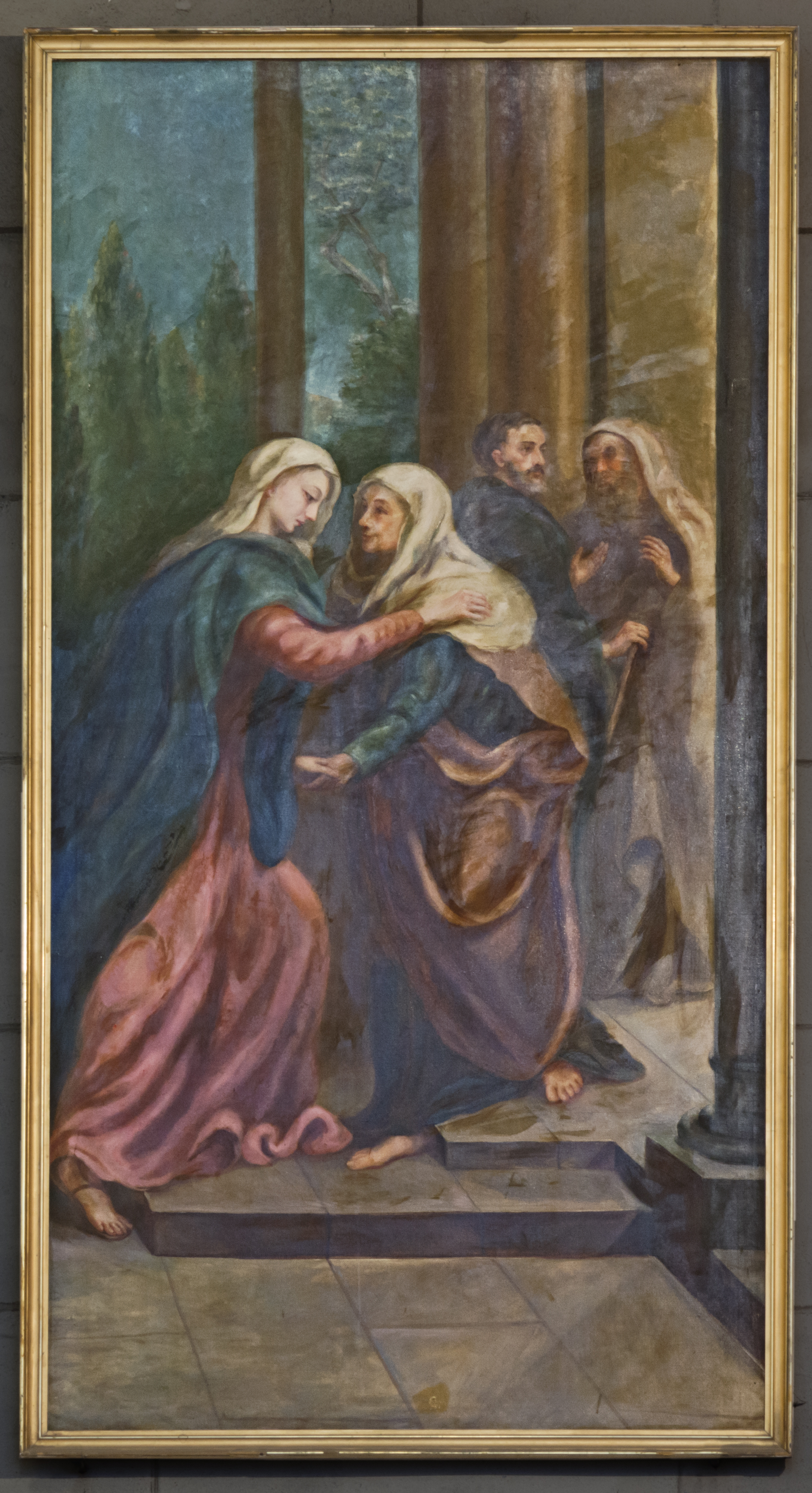
Quadre de la Visitació

- Capella de Santa Bàrbara, amb una pintura del segle xviii que representa la santa,[6] una escultura de Sant Joan Evangelista i una escultura de Santa Germana de Pibrac.

Capella de Santa Bàrbara
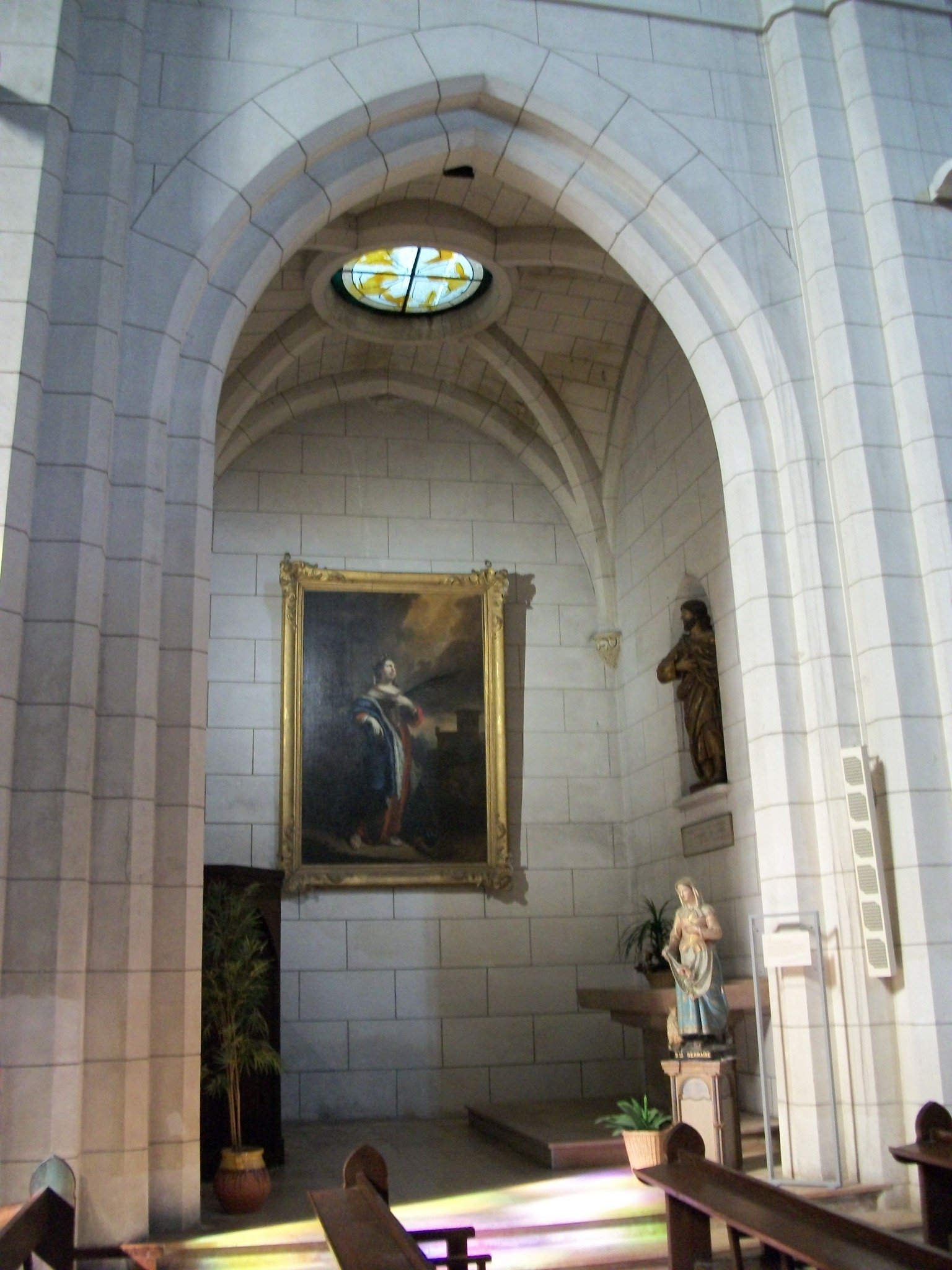
Capella
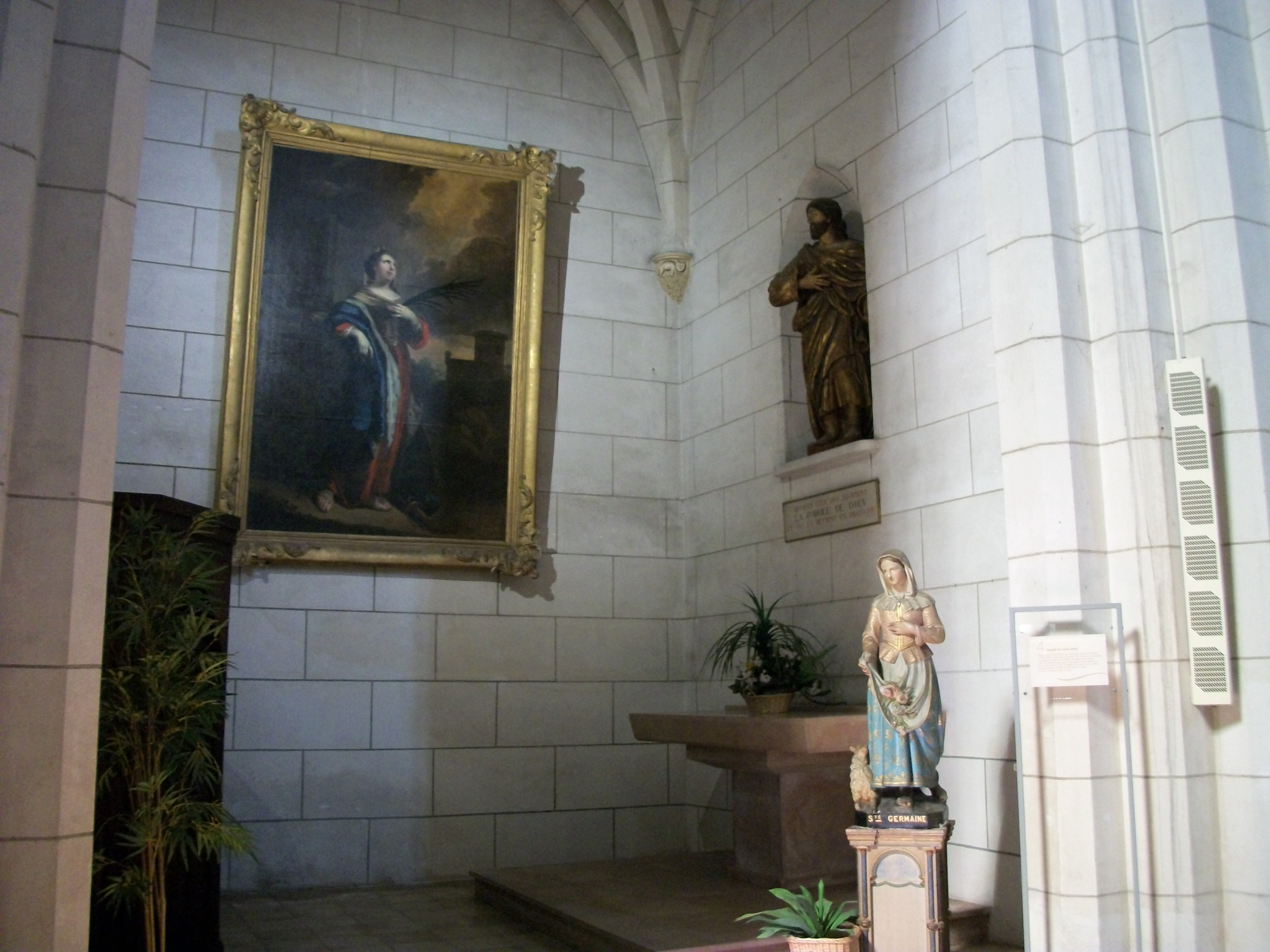
Quadre i escultura

- Capella de Sant Pere, situada davant del cor. Hi ha una escultra rodona de fusta del segle xvi que representa a Sant Pere caminant sobre les aigües. Aquesta escultura era venerada per la confraria de pescadors i barquers de l'illa de Tonis, situada a la Garona, i va ser malmesa per la caiguda del campanar el 1926 quan la capella on es trobava, la de les piles baptismals, va quedar destruïda.

Capella de Sant Pere
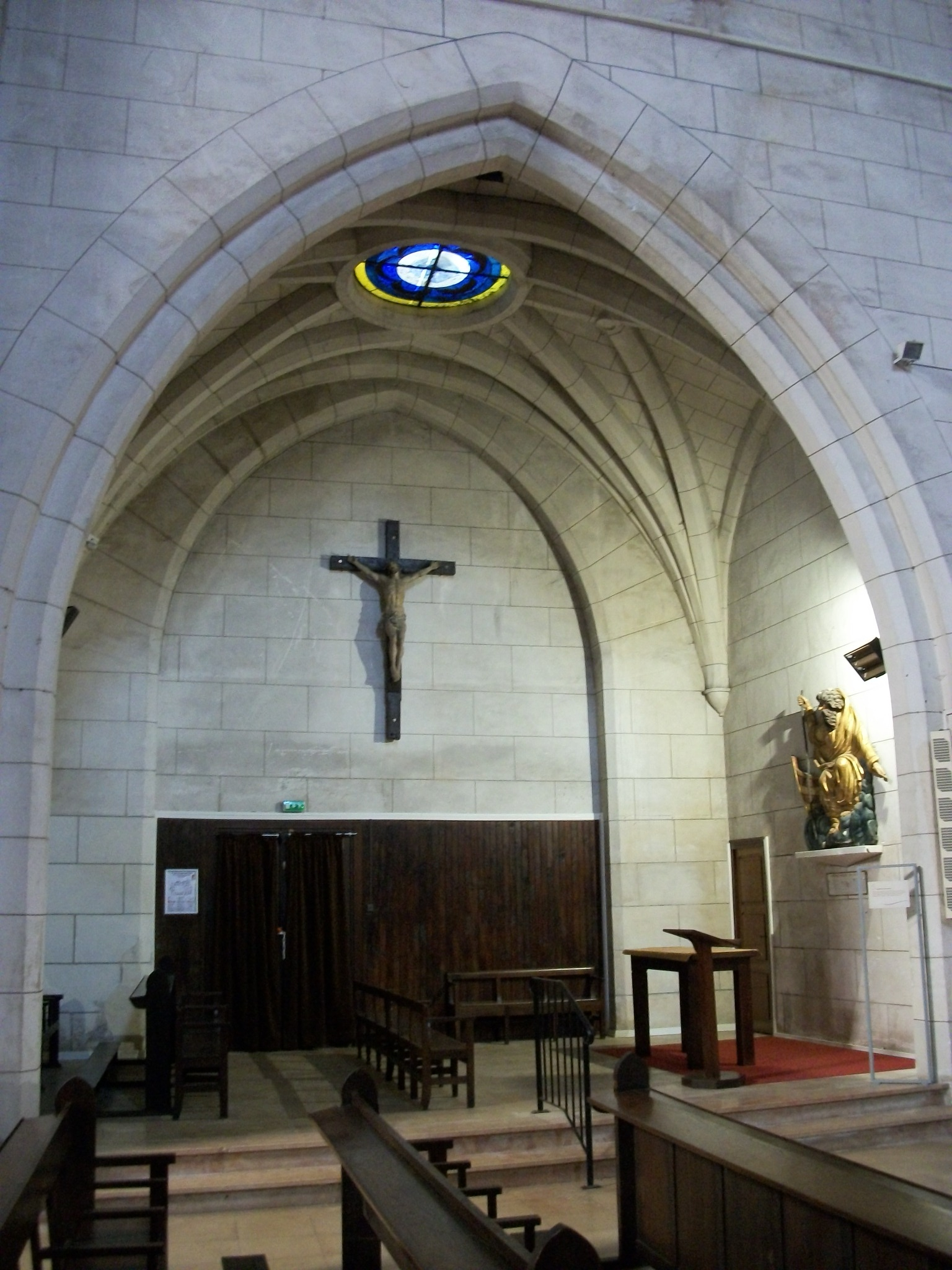
Capella
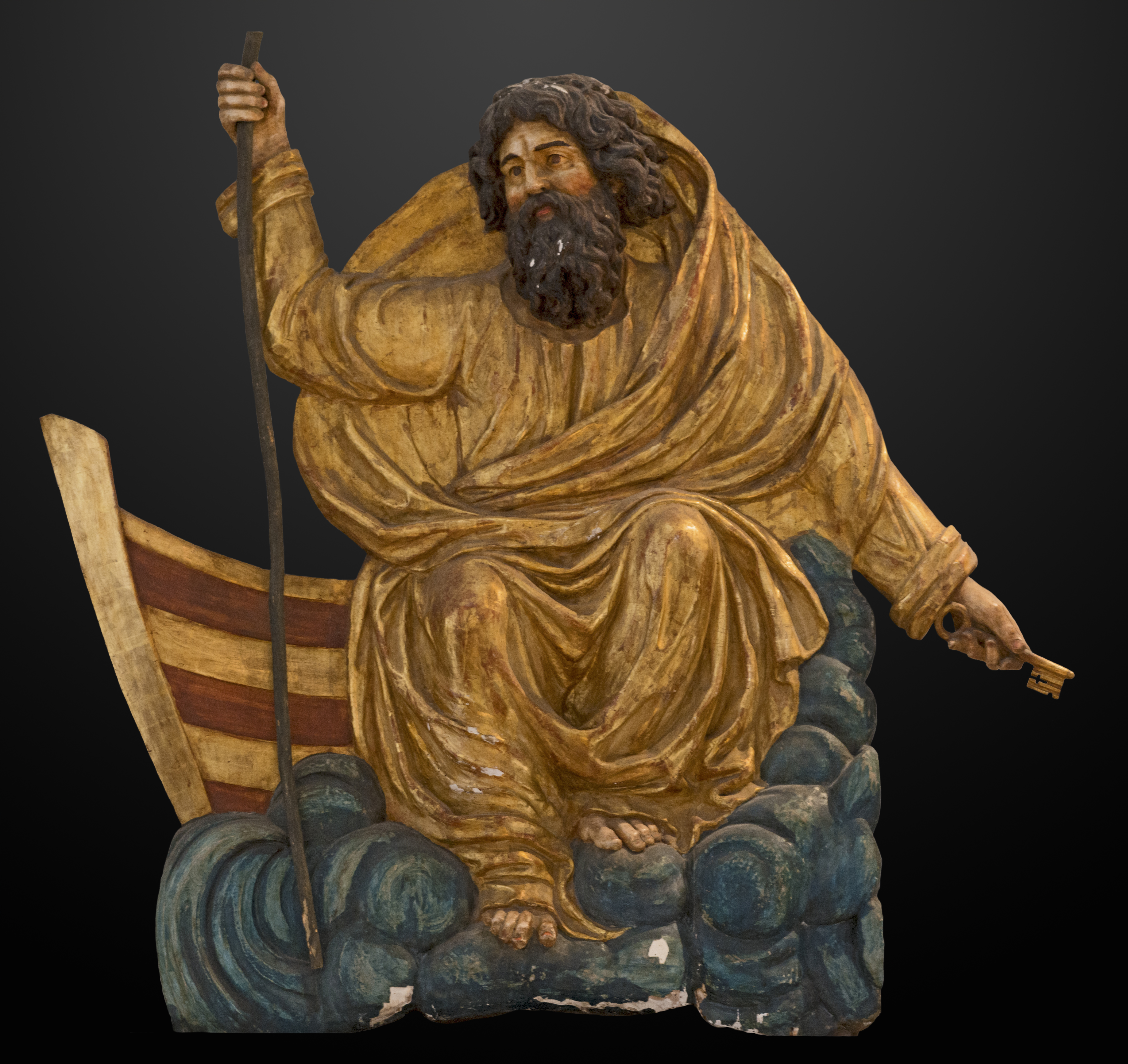
Sant Pere sobre les aigües

#### Cor
Al cor hi podem admirar diversos quadres del segle xviii. A part de quatre obres del taller de Jean-Baptiste Despax, hi destaca el quadre classificat titulat La nativité de la Vierge, també del mateix autor.

Cor
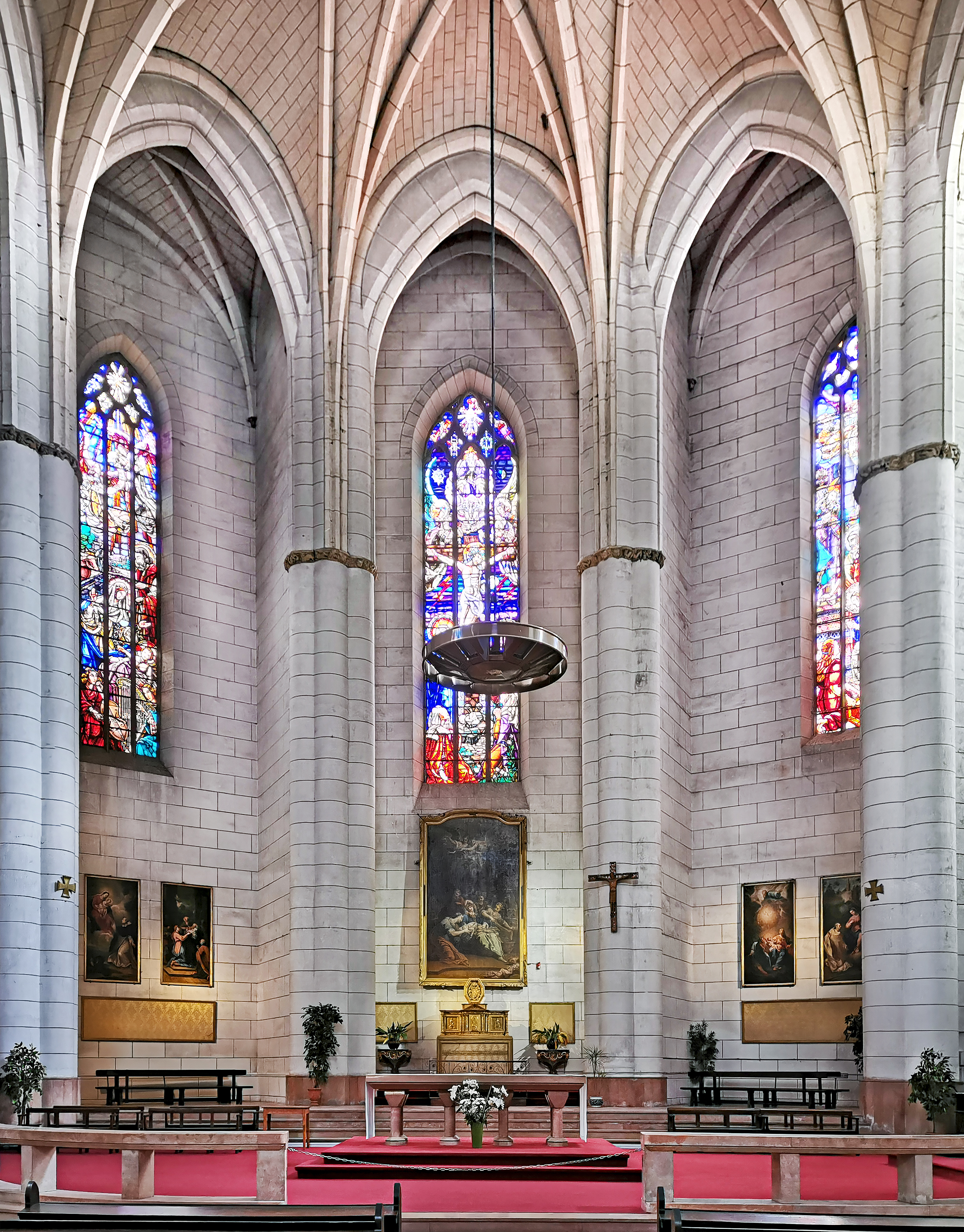
Cor
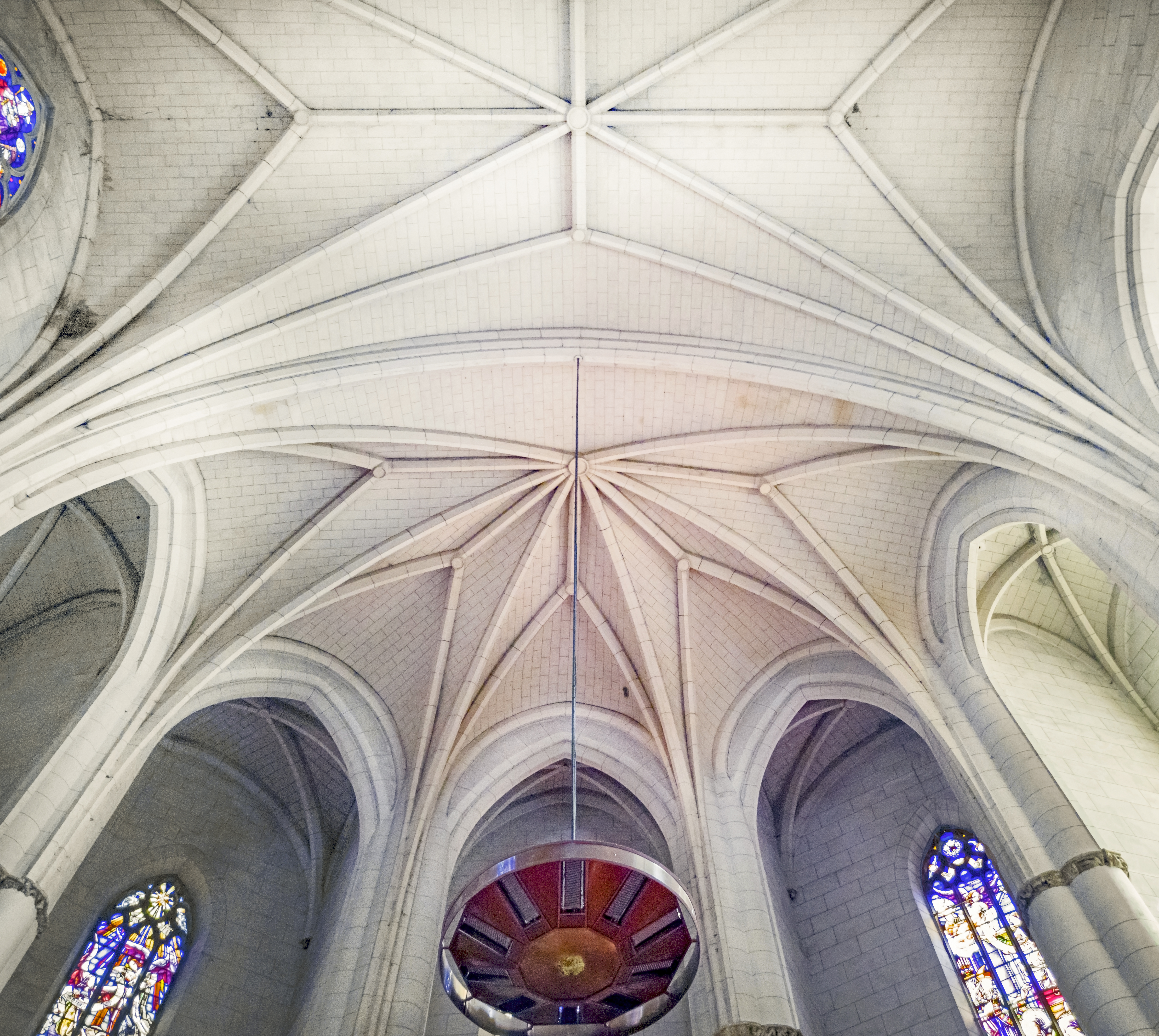
Volta del cor
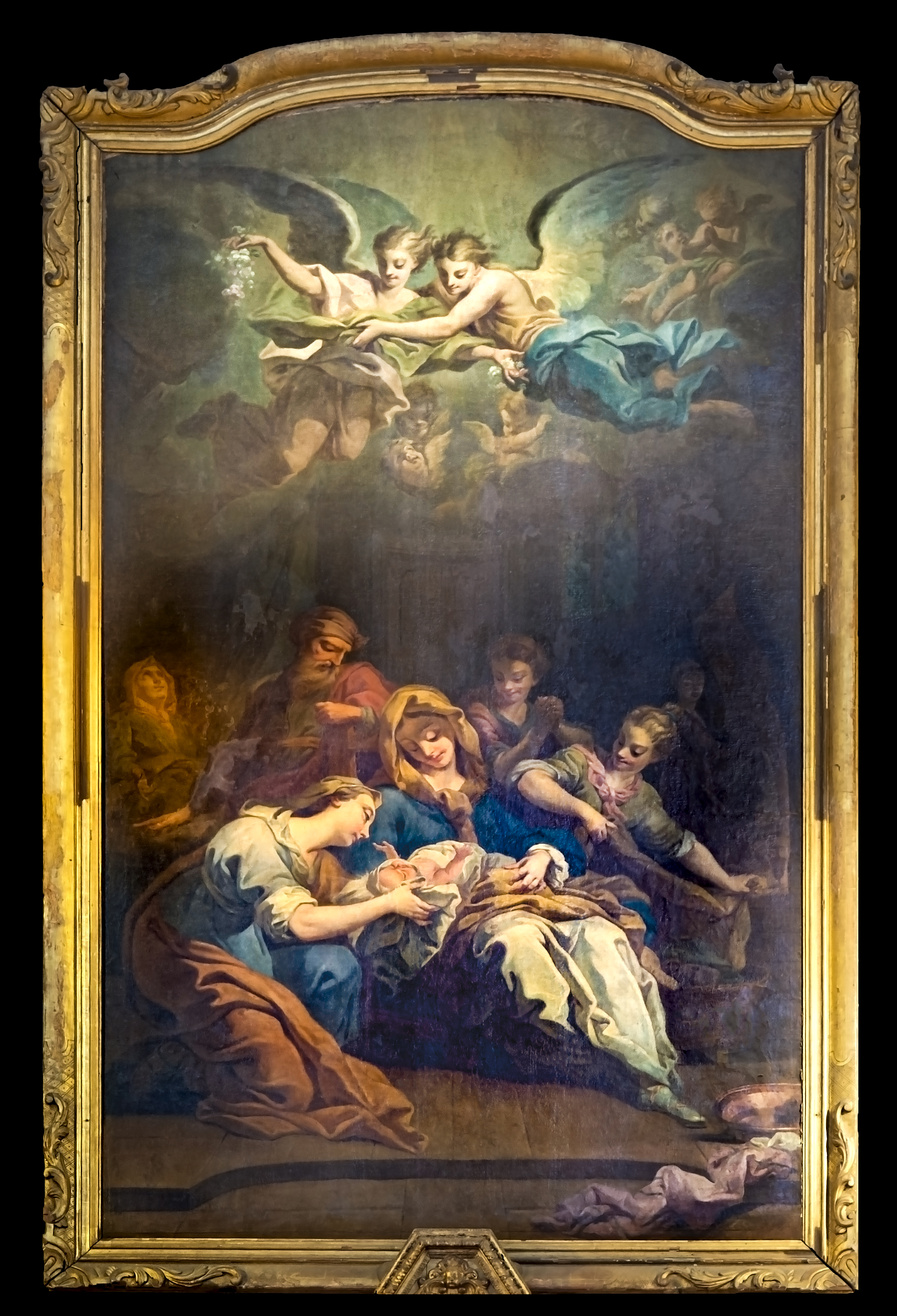
La Nativitat de la Verge de Despax

#### Vitralls
Els grans vitralls del fons expliquen la història de la vida de Maria: la Presentació al temple, l'Anunciació, la Nativitat de Jesús i l'Assumpció.

Vitralls
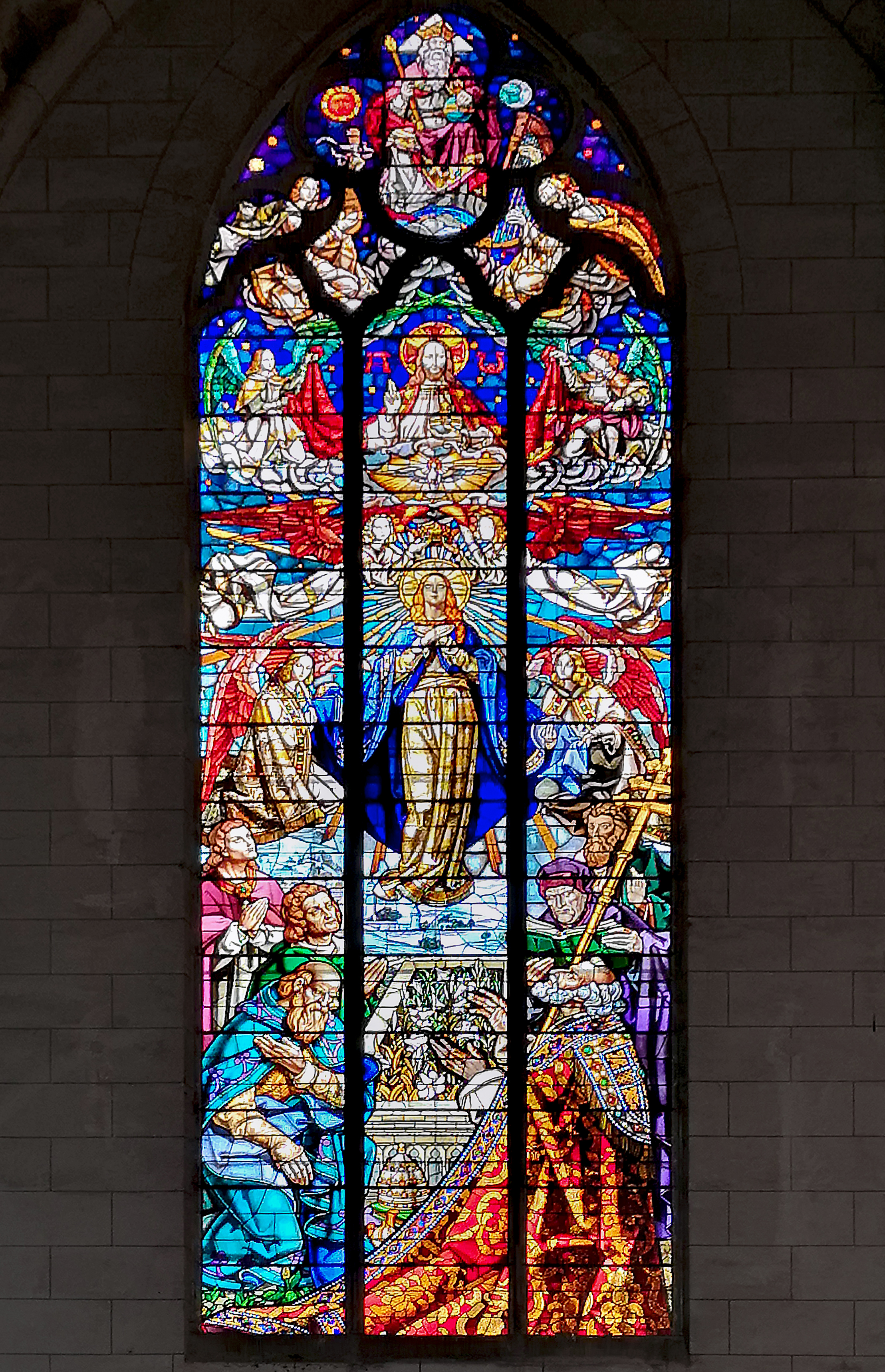
Vitrall de l'Assumpció
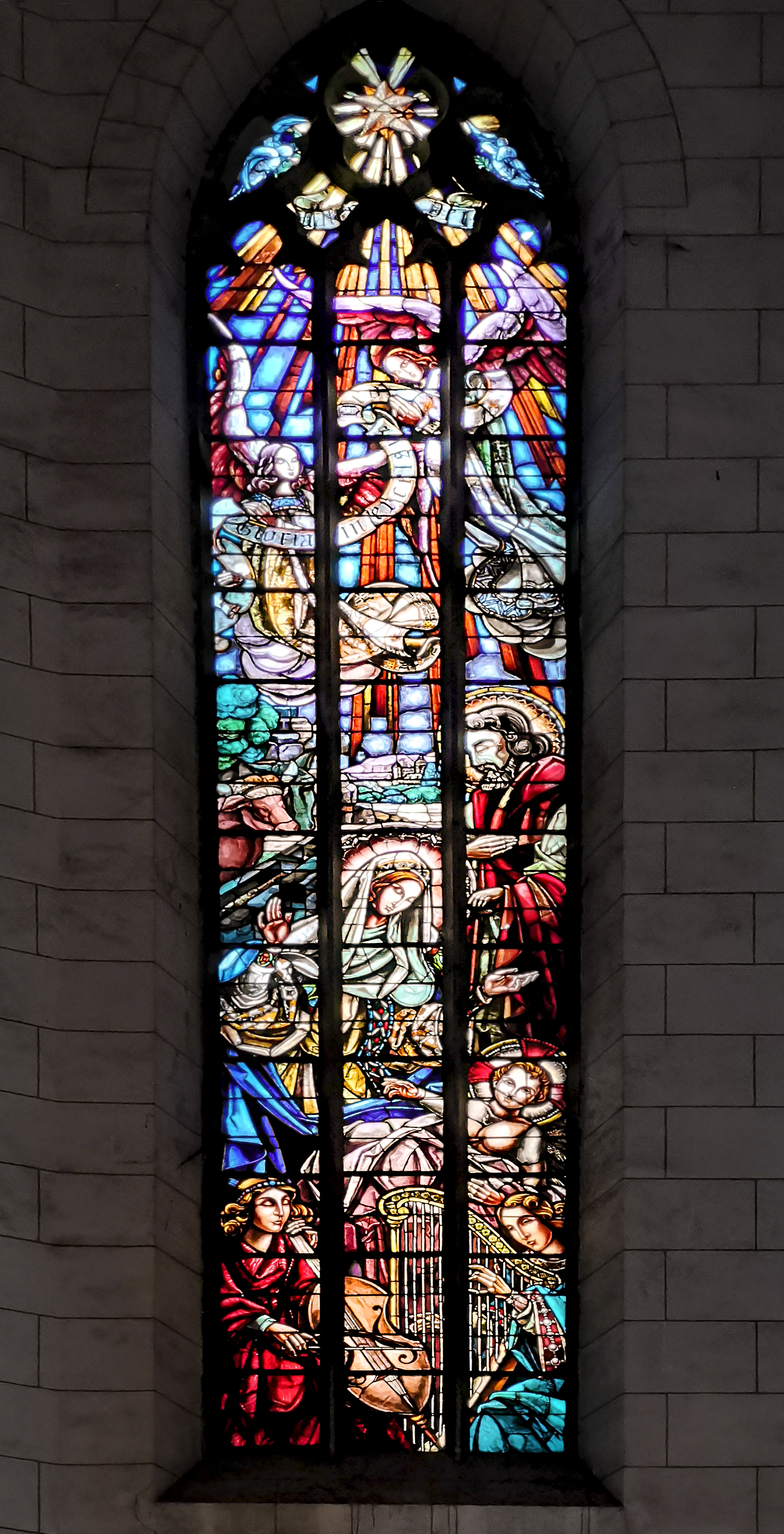
Vitrall de la Nativitat
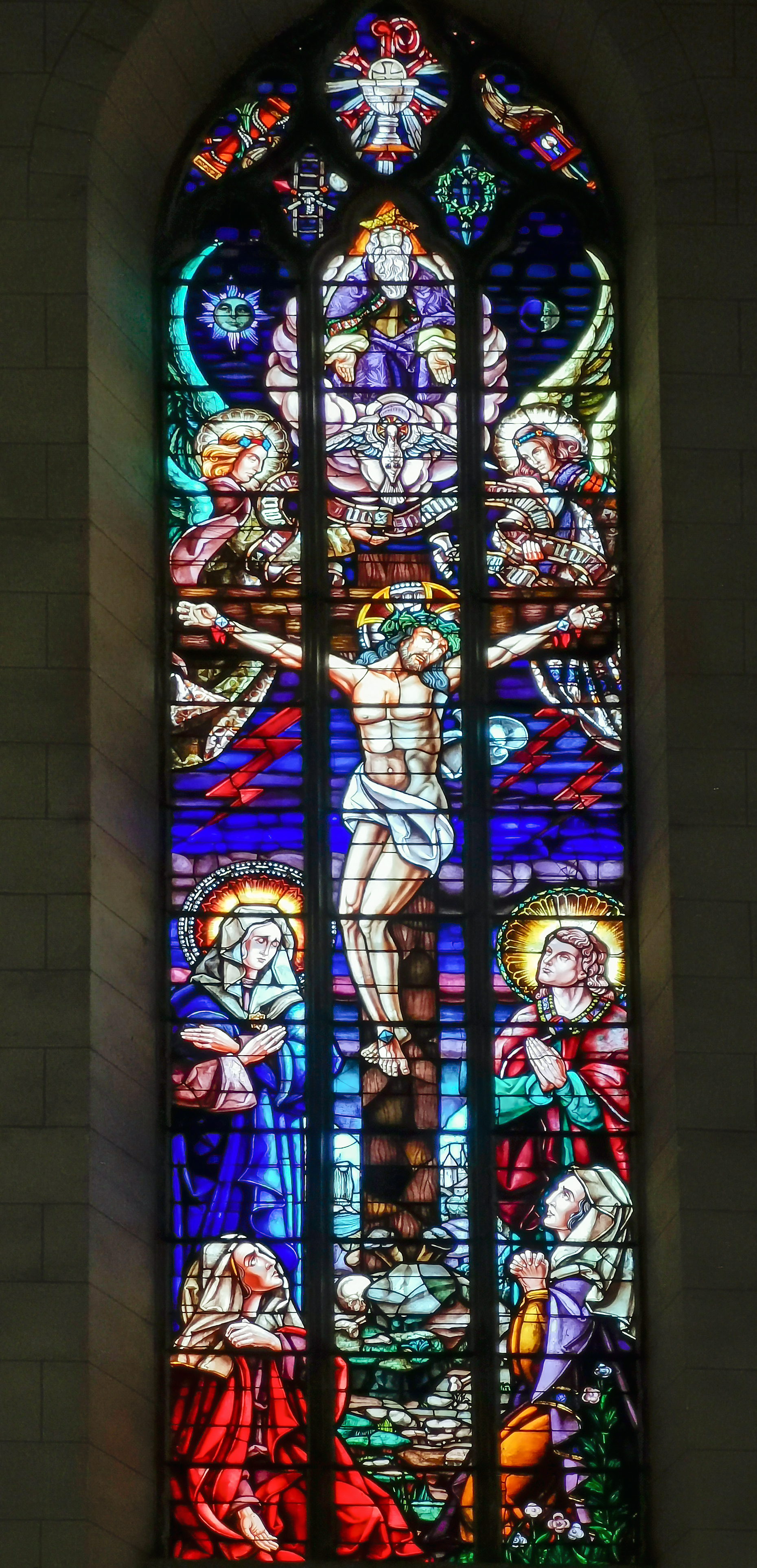
Vitrall de la Crucifixió
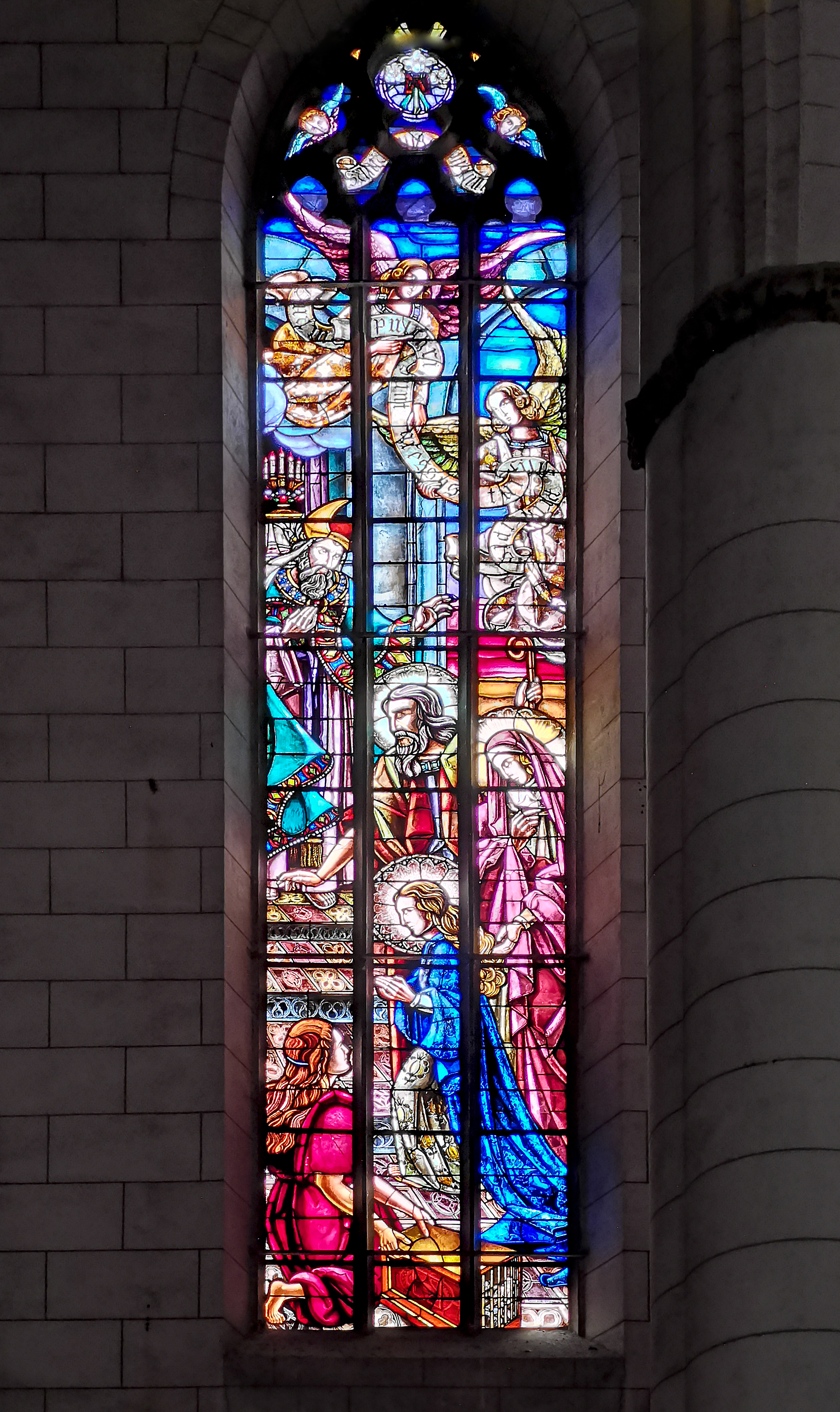
Vitrall de la Candelera
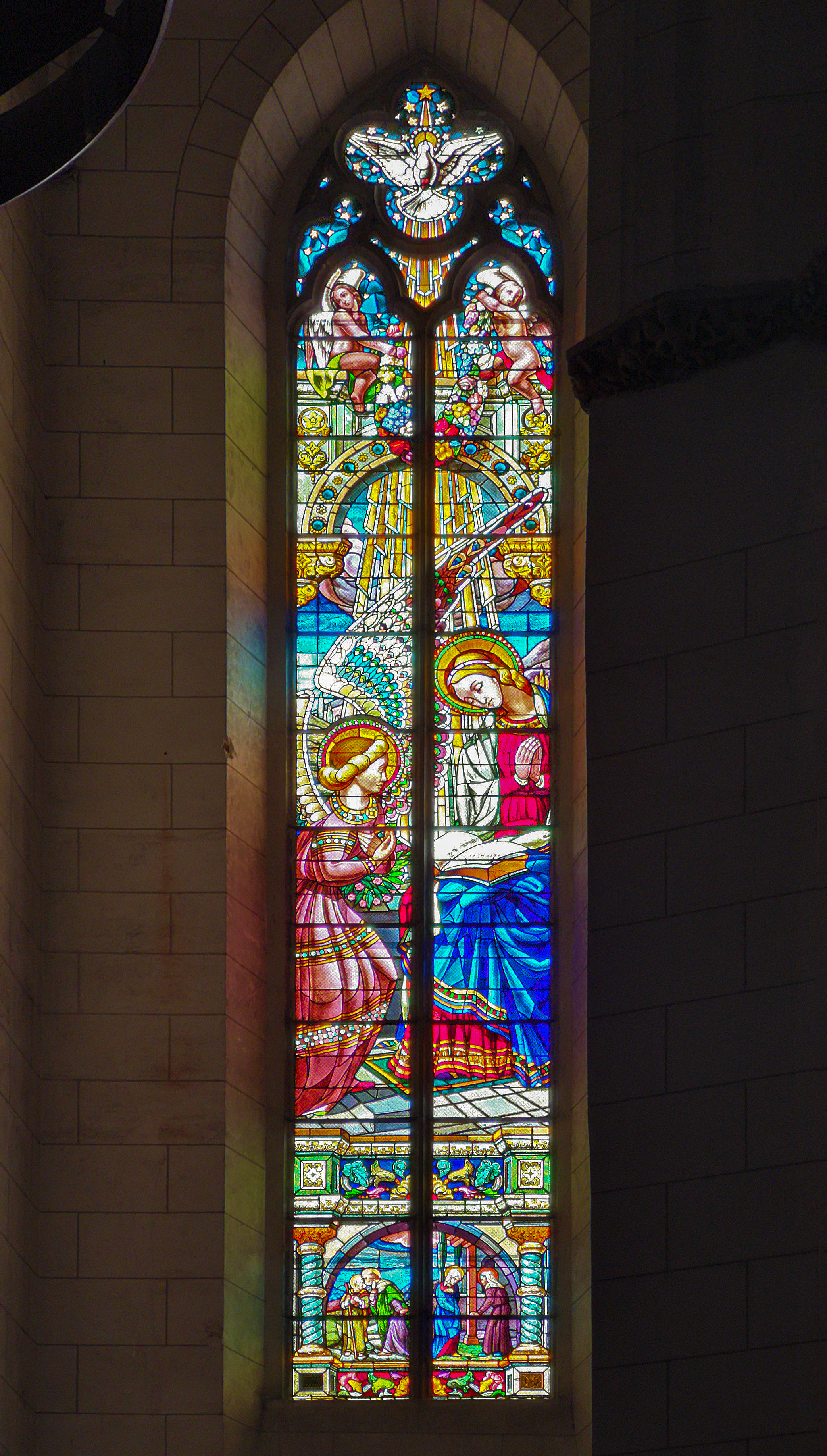
Vitrall de l'Anunciació

#### Capelles de la dreta
- Capella de la Mare de Déu de la Dalbada, amb una escultura de la Mare de Déu amb el Nen.

Capella de la Dalbada
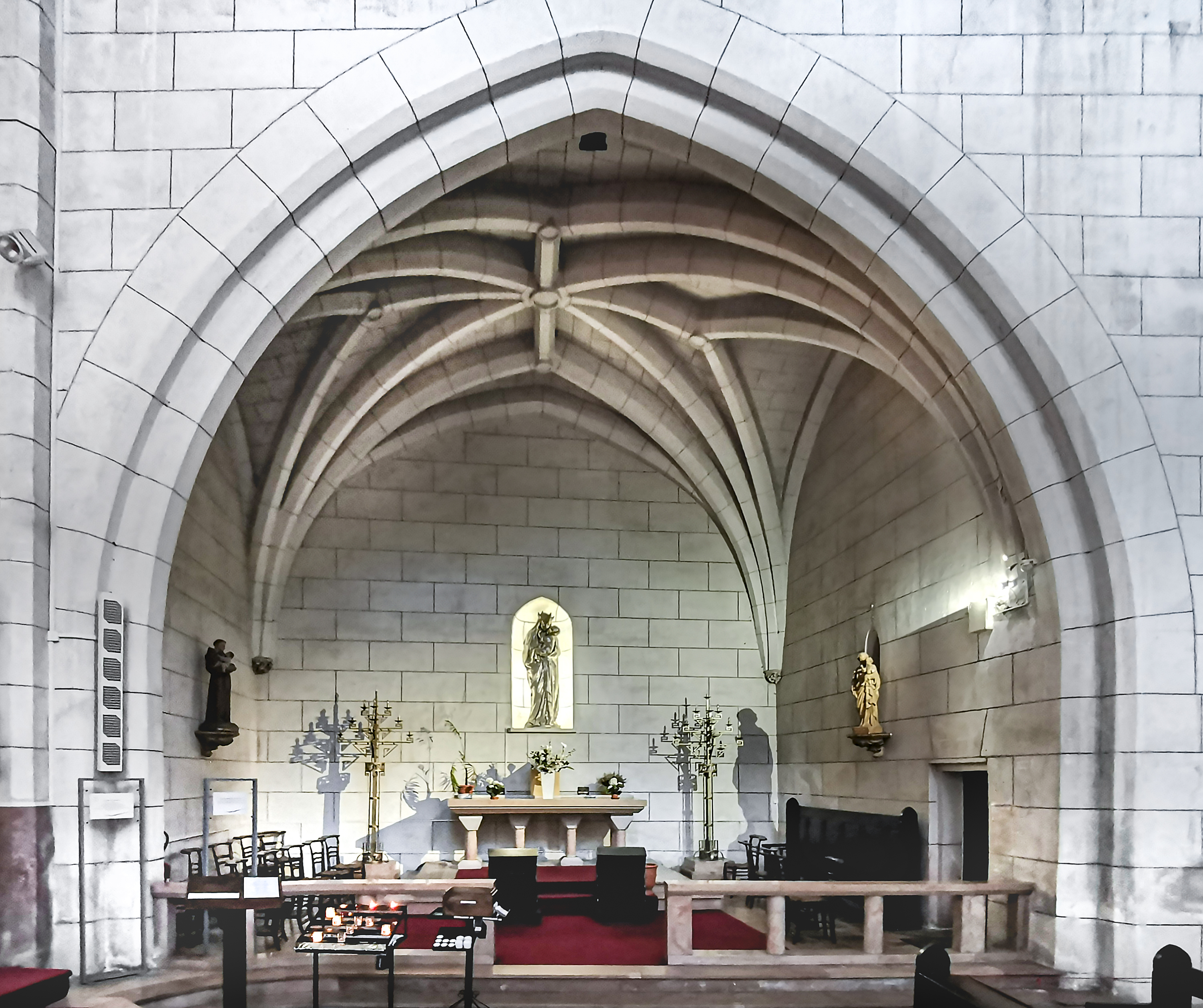
Capella
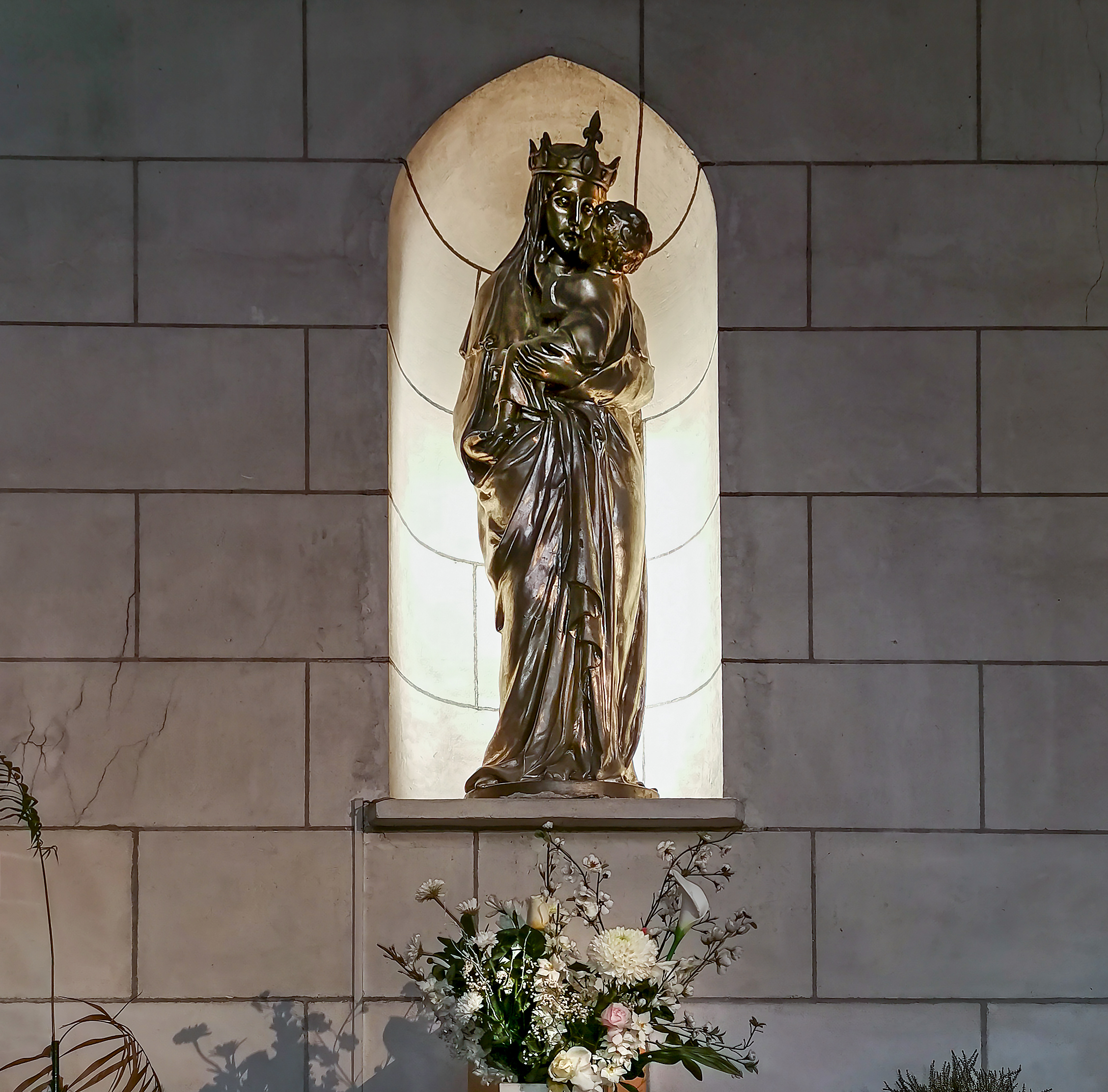
Escultura de la Verge Maria i l'Infant

- Capella de Sant Germier, amb les escultures de Sant Germier, Sant Joan-Baptista i Sant Sebastià. Aquestes escultures es trobaven originalment a la façana de l'església, les quals han estat substituïdes per còpies.

Capella de Sant Germier
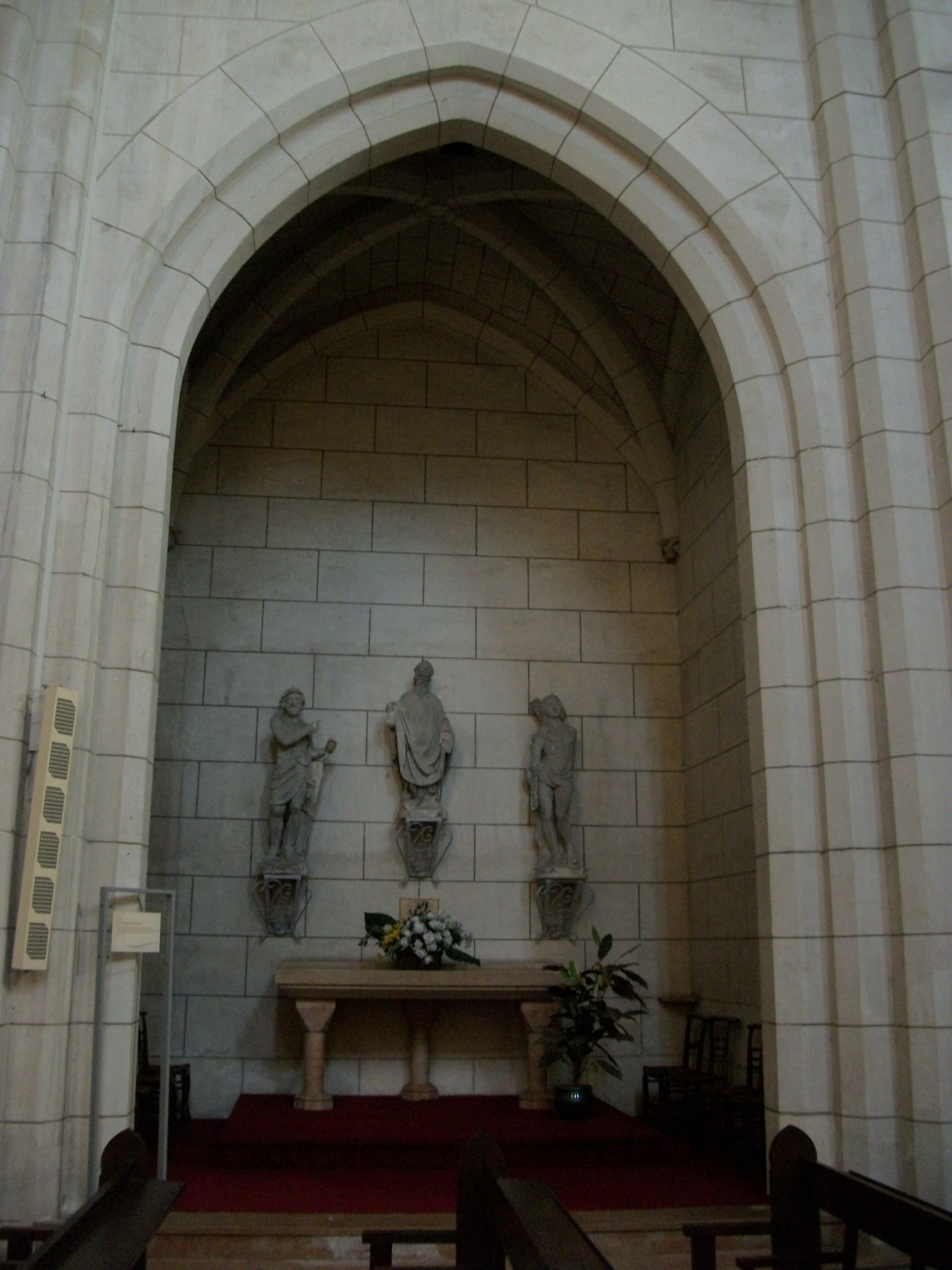
Capella
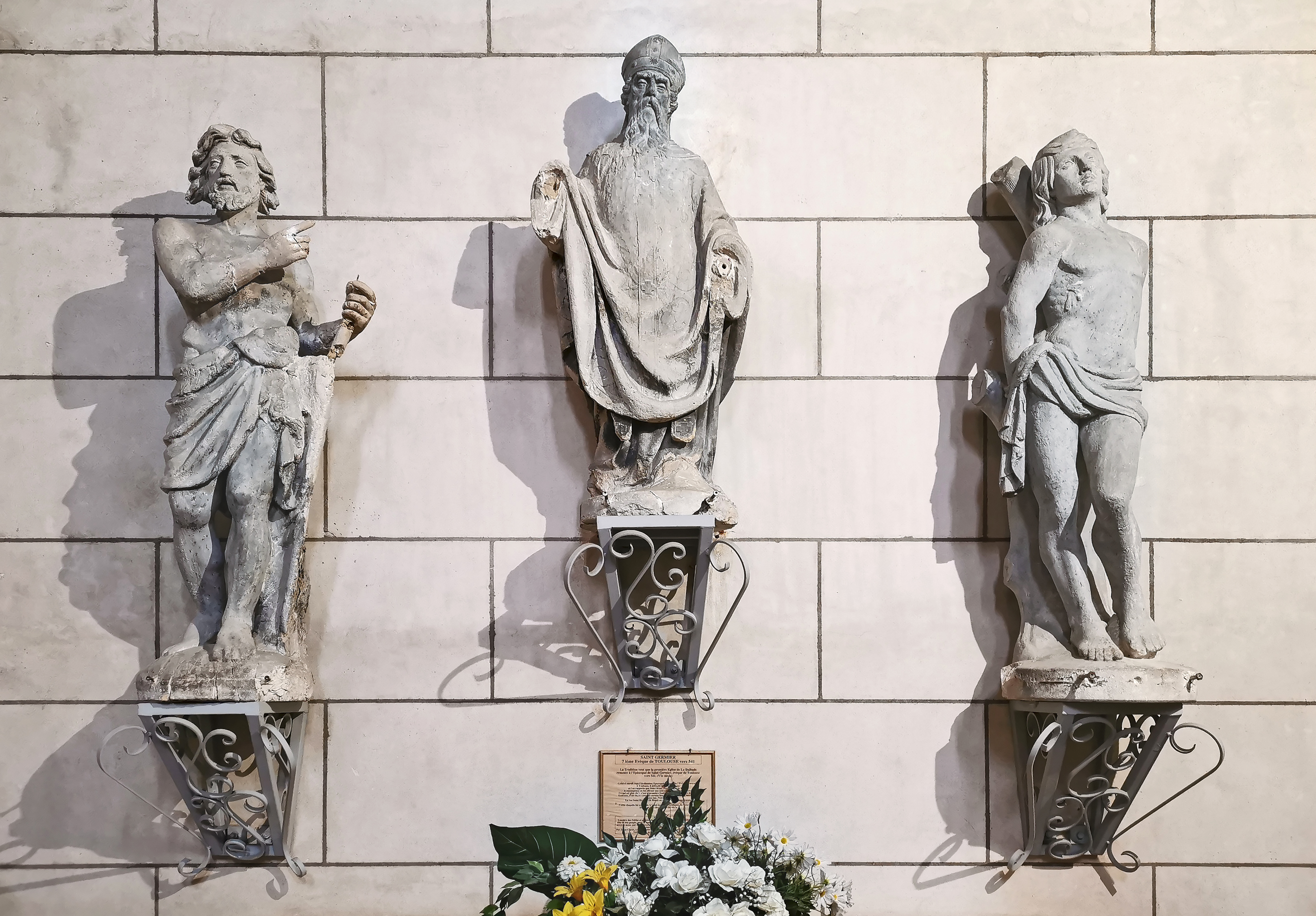
Sant Garnier, Sant Joan Baptista i Sant Sebastià
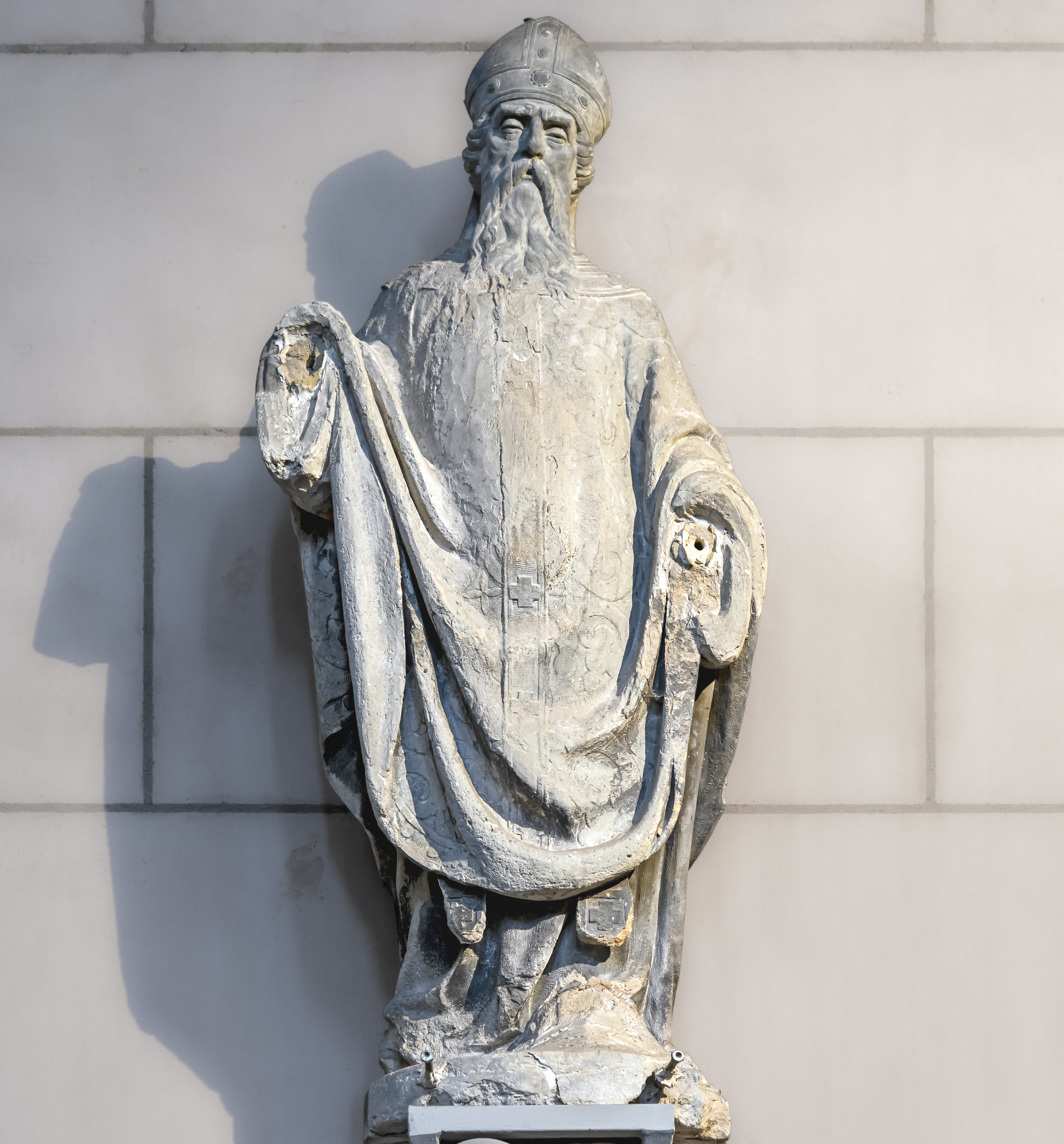
Sant Garnier

- Capella de Nostra Senyora del Mont Carmel, on hi ha un baix relleu de Henry Maurette del 1891. L'escena representa la Verge tornant l'escapulari del Mont Carmel a Sant Simó Stock el 1251, a Cambridge.[8]

Capella de Nostra Senyora del Carmel
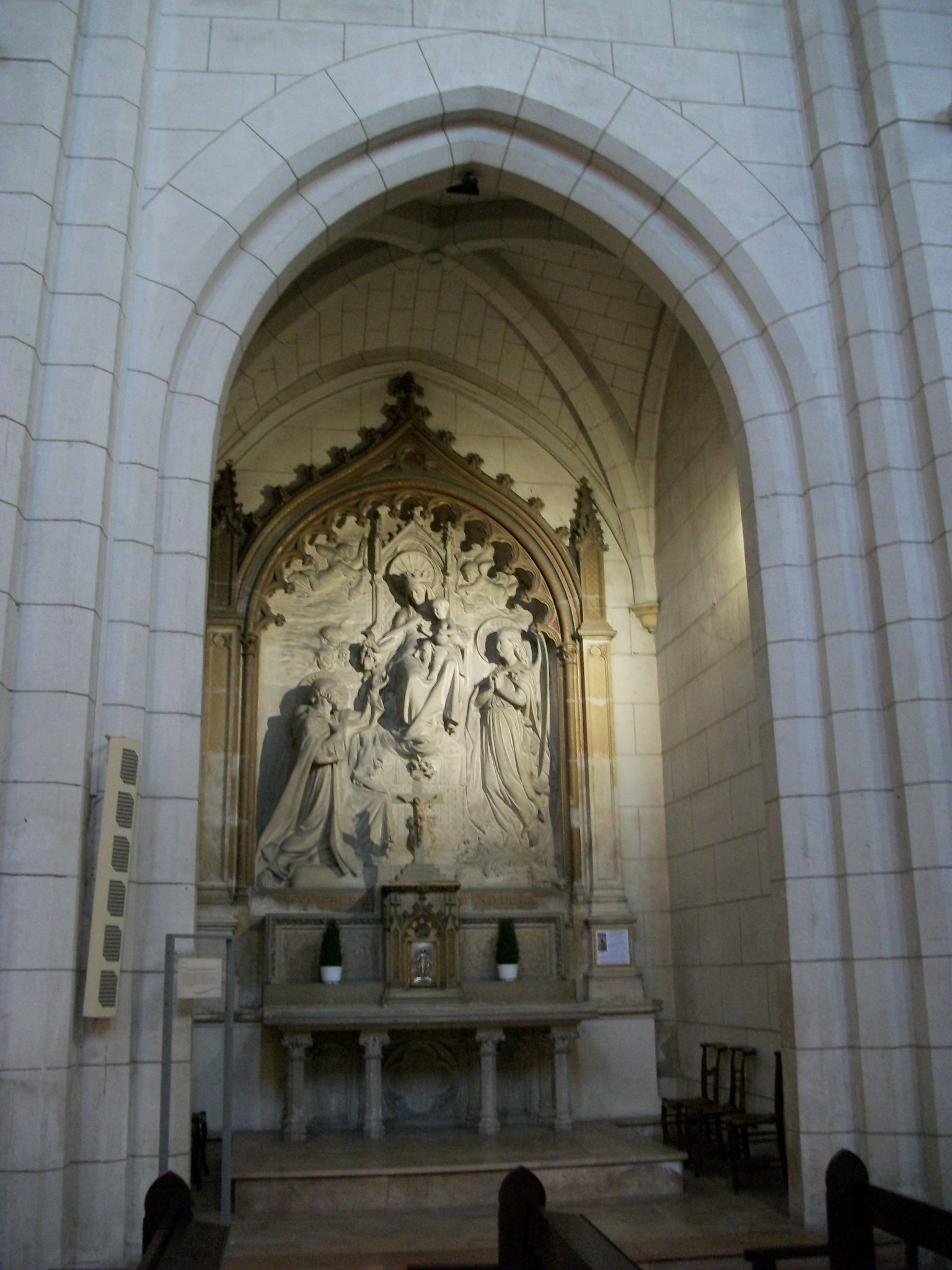
Capella
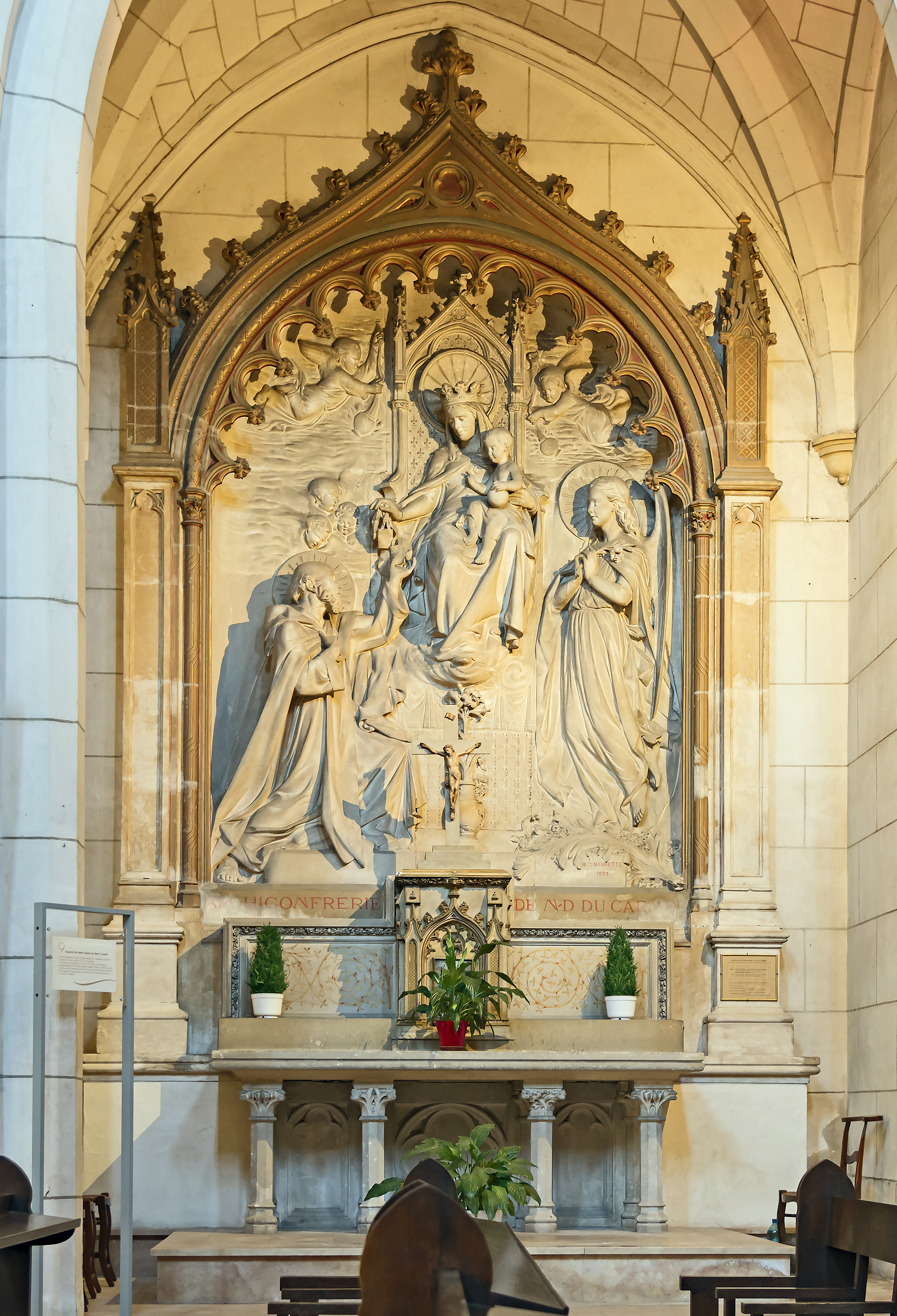
Relleu d'Henry Maurette

- Capella del Crist del patiment amb els bustos reliquiaris de Sant Sadurní i Sant Germier, al mig hi ha una escultura de pedra del segle xvi que representa l'Ecce Homo (Crist de la pietat).[9]

Capella del Crist del patiment
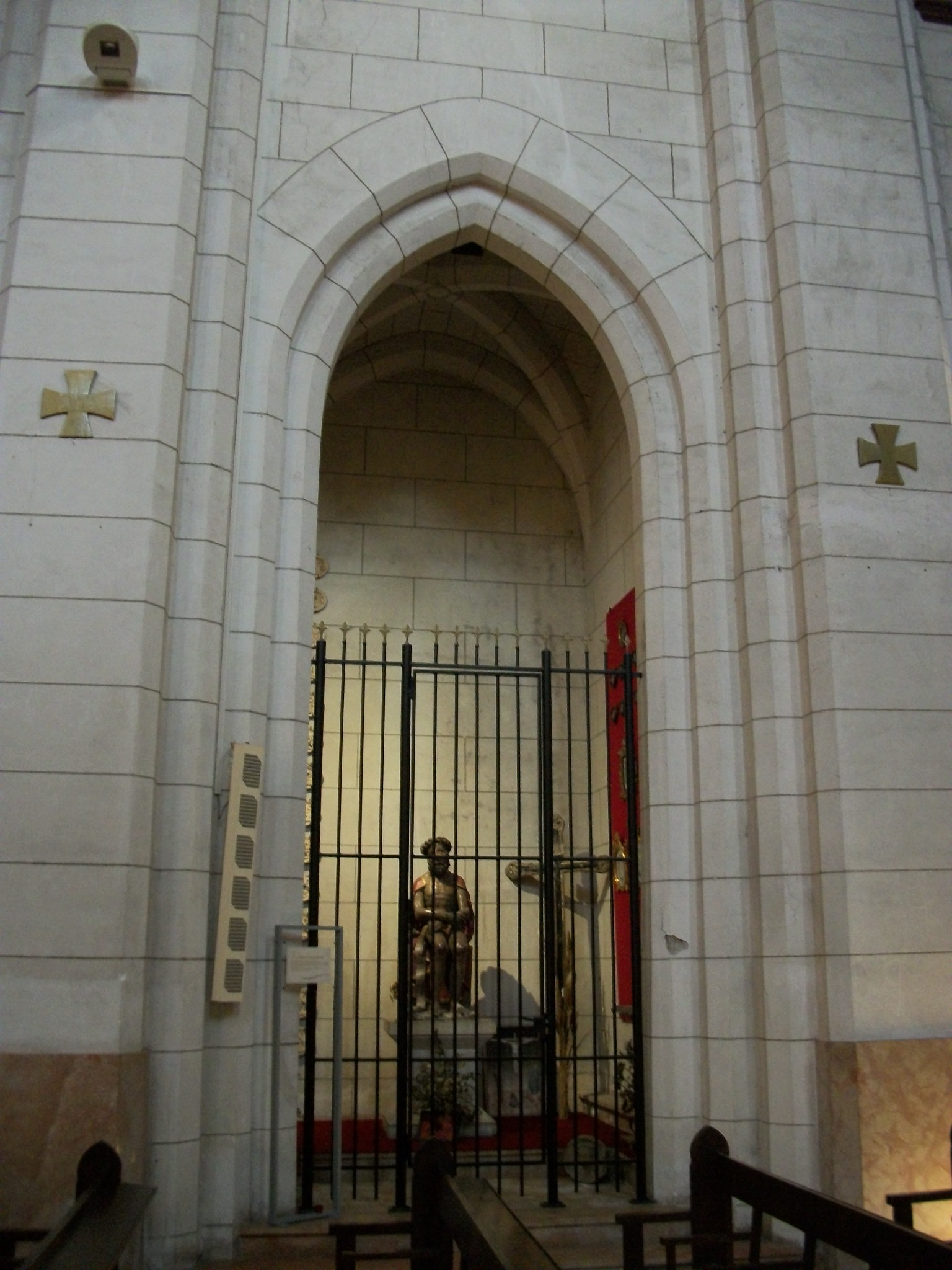
Capella
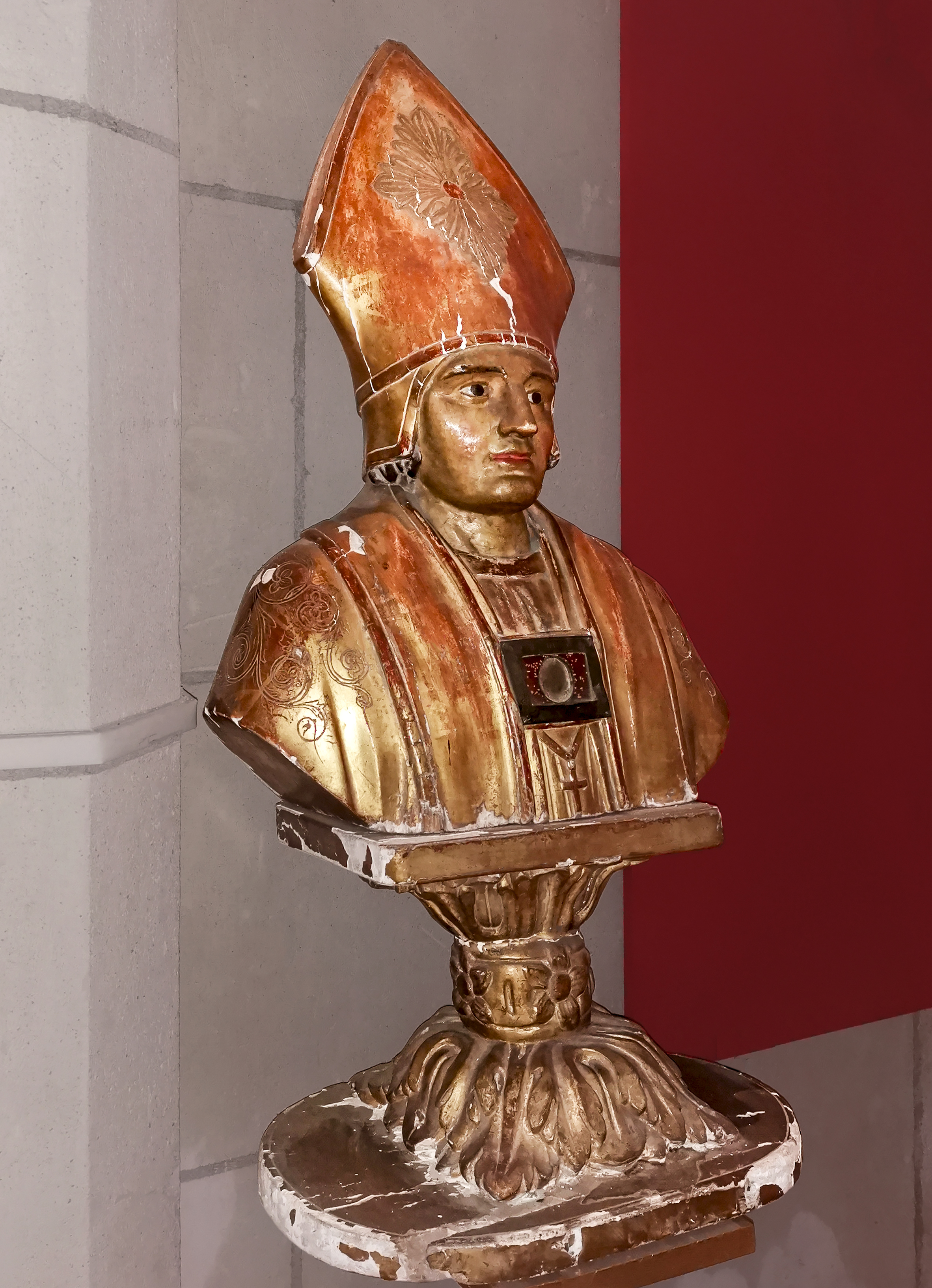
Bust reliquiari de Sant Garnier
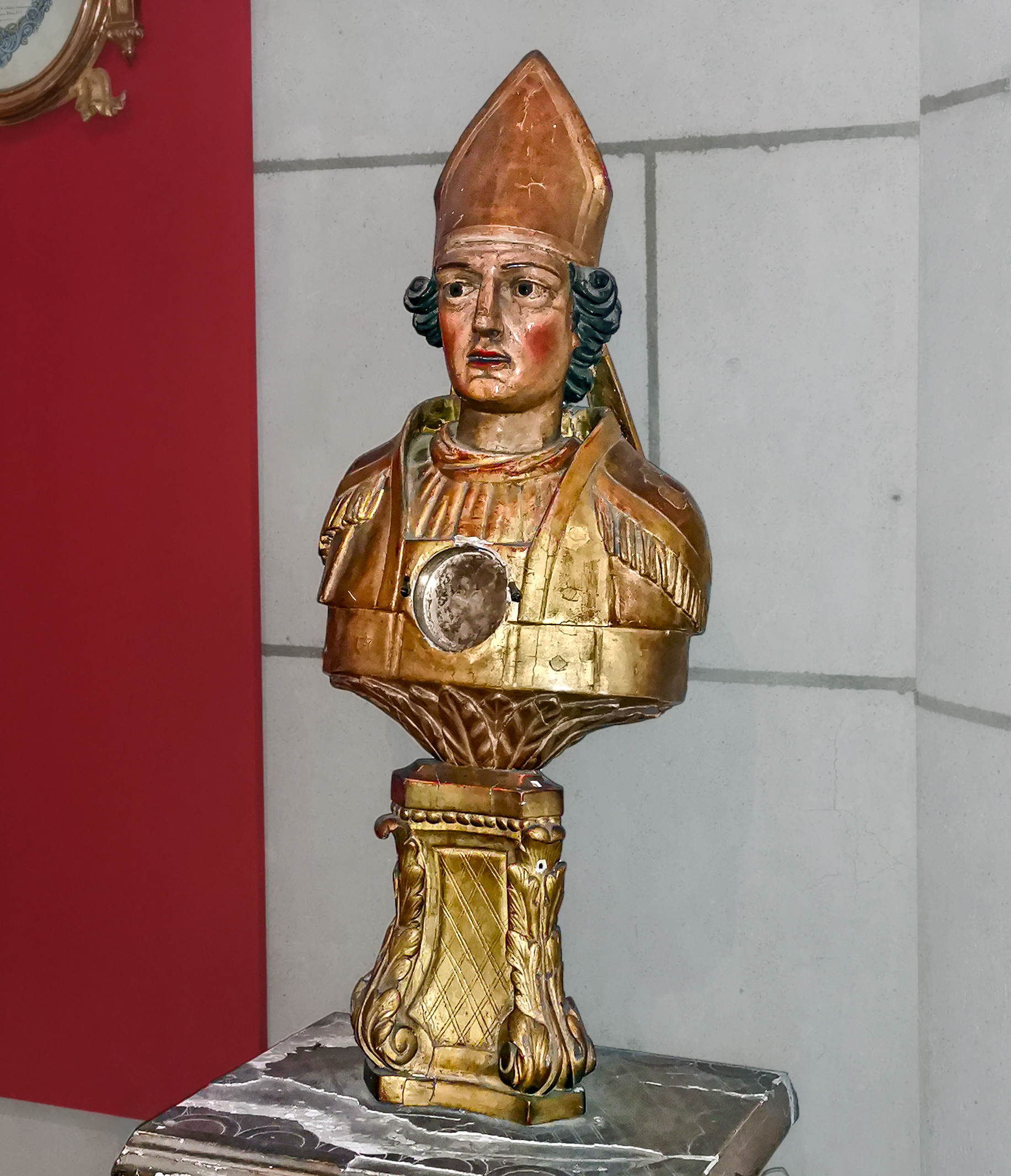
Bust reliquiari de Sant Sadurní
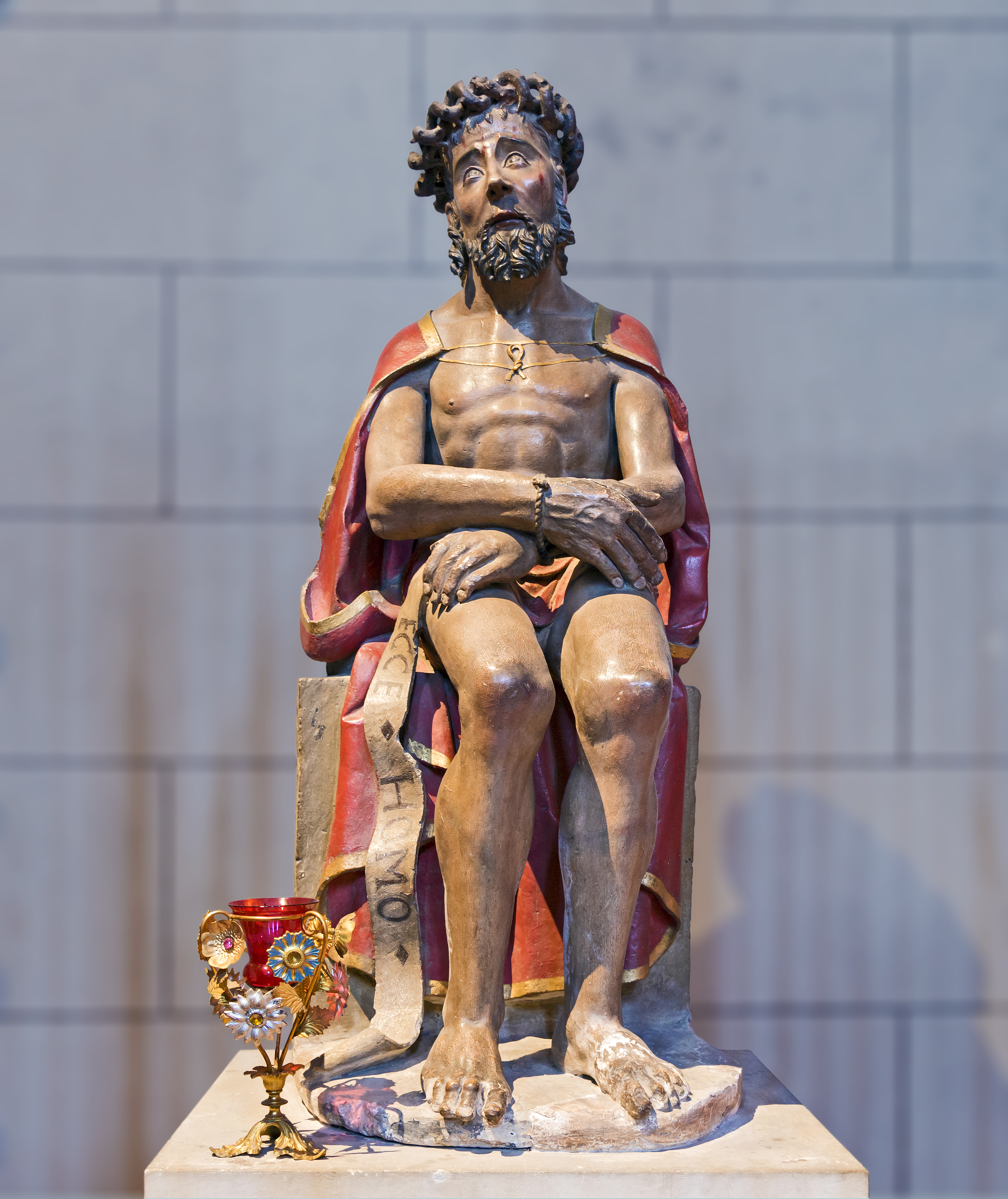
Ecce Homo

- Capella de les Piles Baptismals, on hi ha una escena que representa la crucifixió de Jesús, amb la Mare de Déu a l'esquerra i Sant Joan Evangelista a la dreta. Al peu hi ha una Pietat de fusta del segle xvi. Aquest crucifix, originalment a l'oratori de Salin, era conegut com al Crist Miraculós dels Salins i va ser transferit a la Dalbada al segle xvi. El van ocultar durant la Revolució per evitar-ne la destrucció.

Capella de les Piles Baptismals
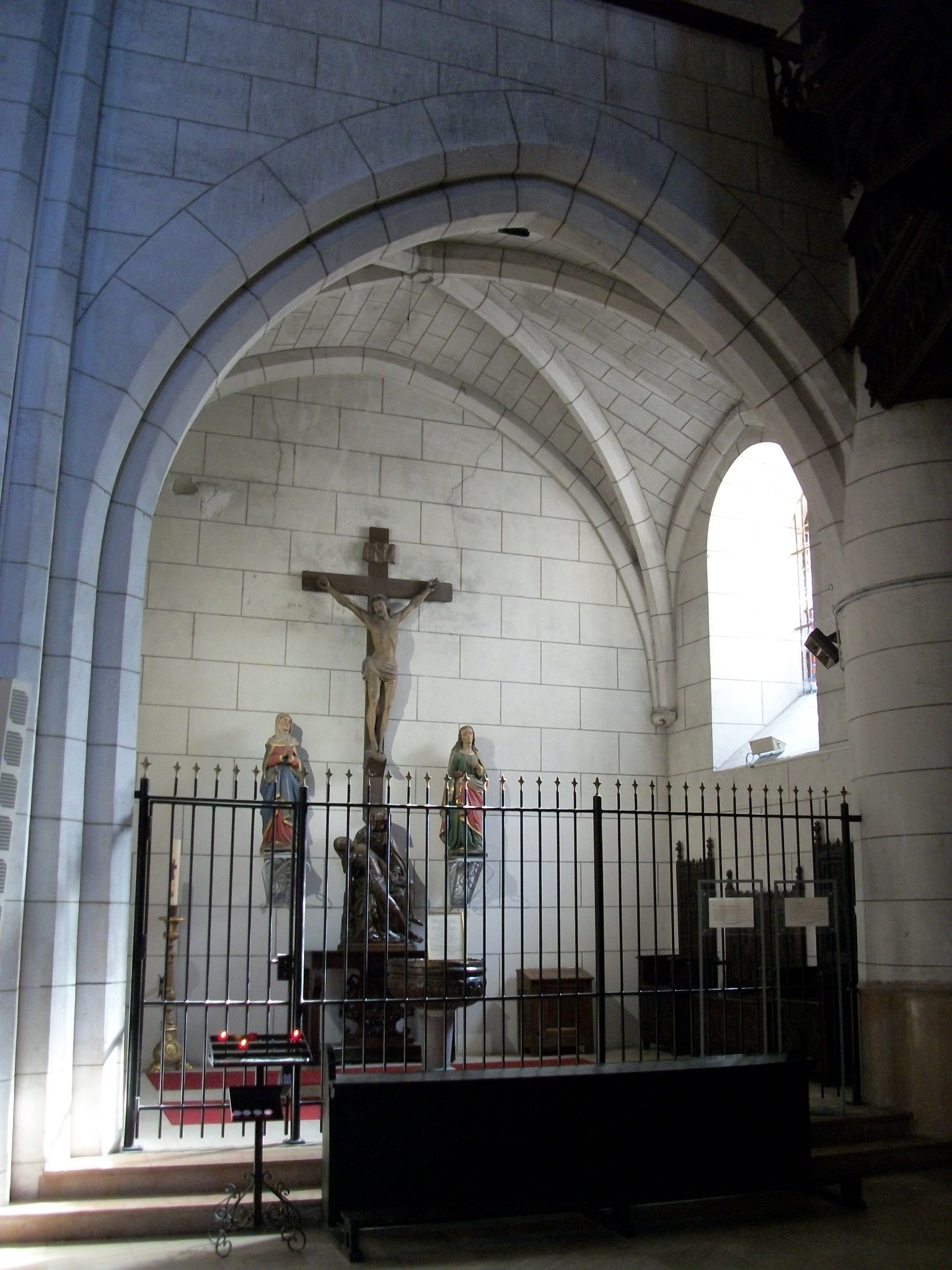
Capella
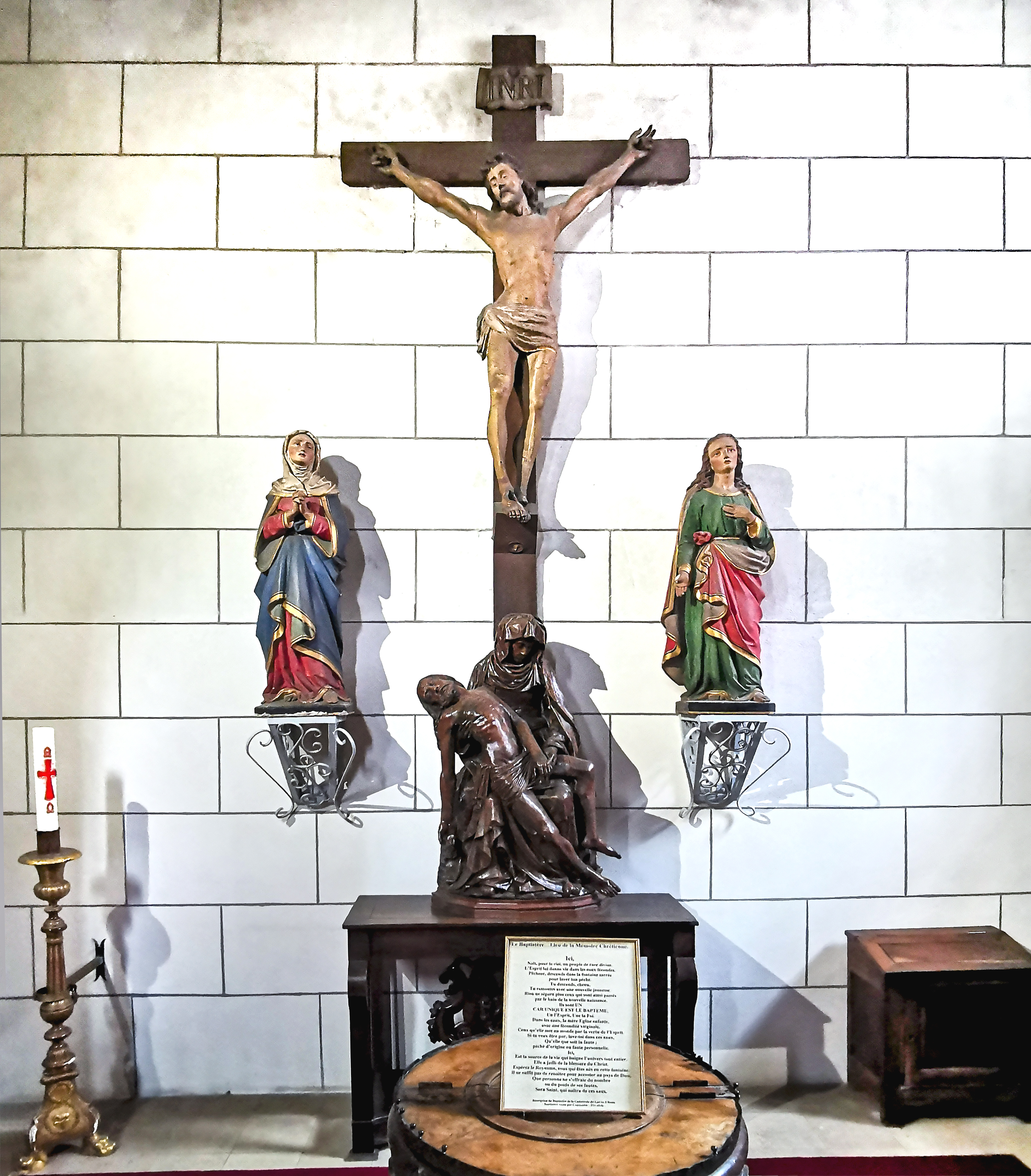
Crist miraculós del Salin
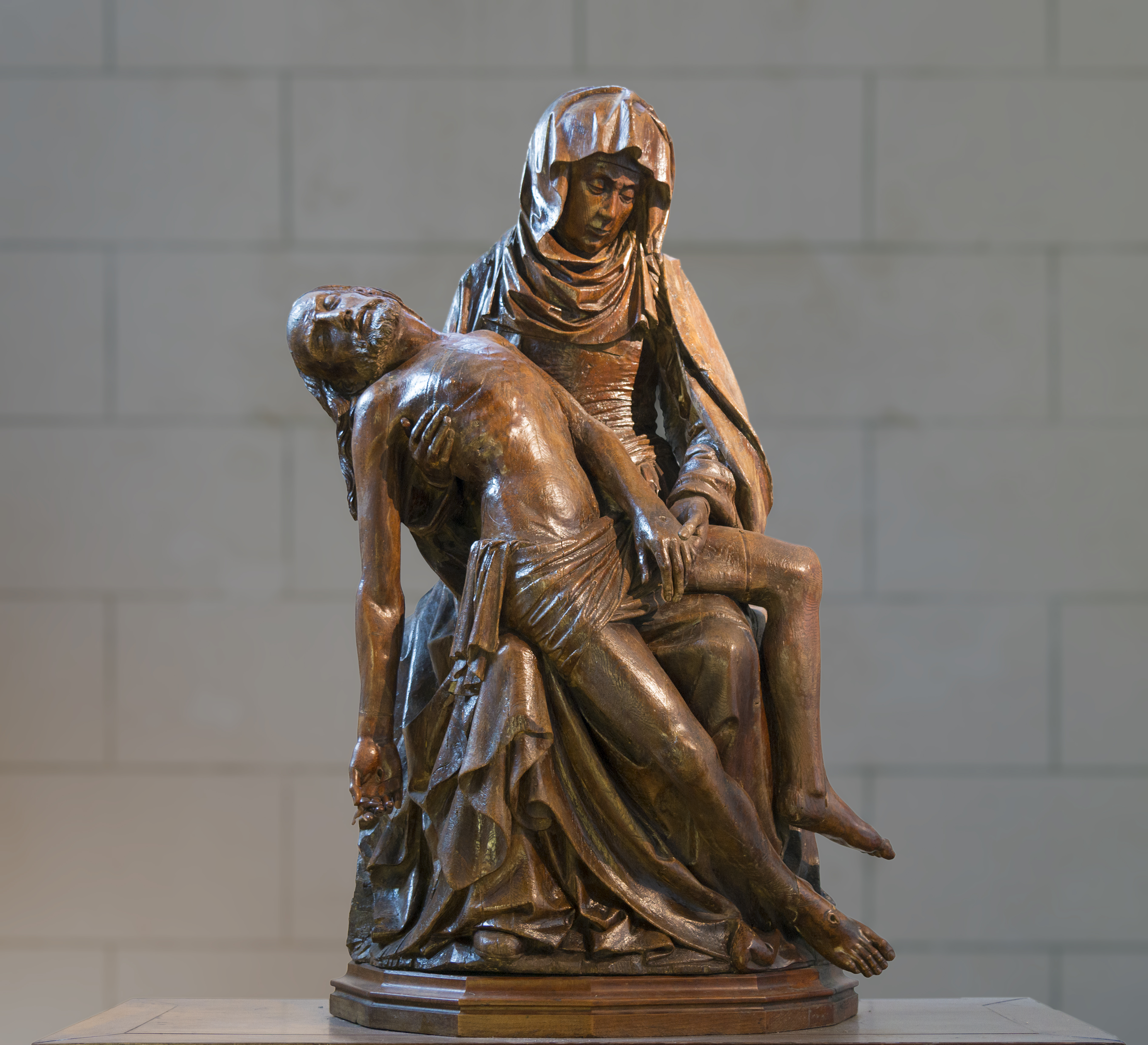
Pietat
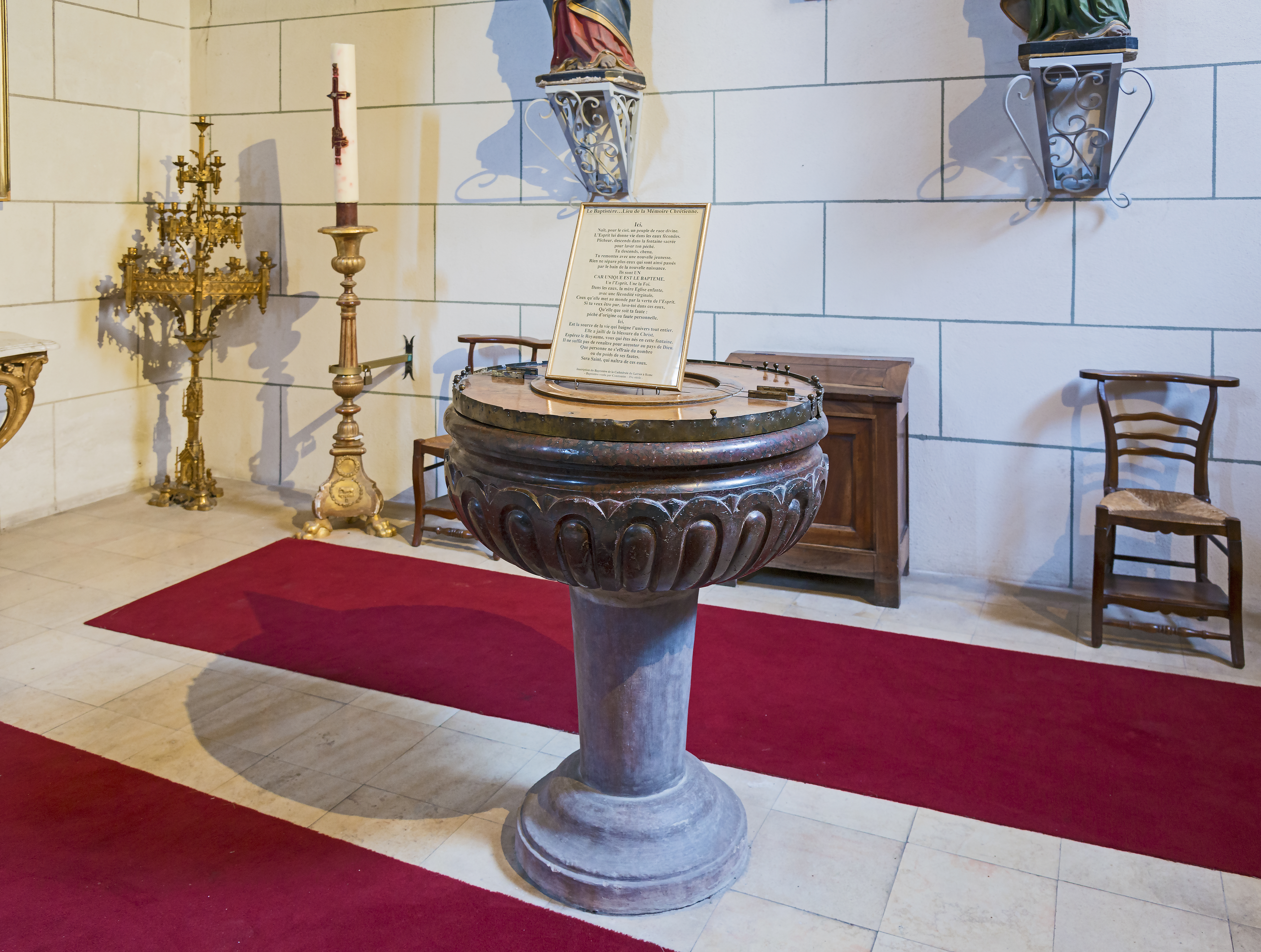
Pila baptismal

## L'orgue

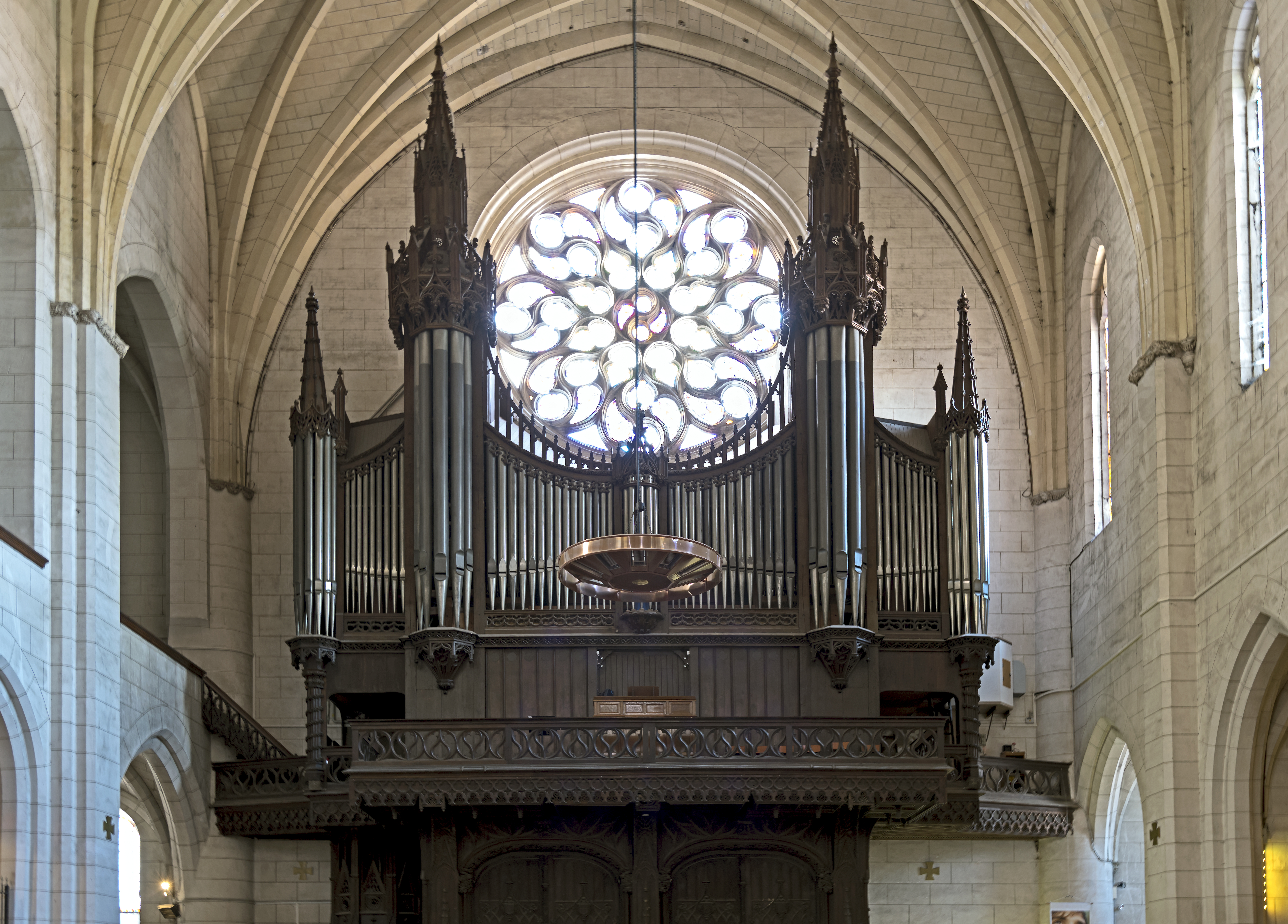
Orgue de la Dalbada.

Construït originalment pel Prosper-Antoine Moitessier de Montpeller el 1849, amb 46 registres, 3 teclats (un de les quals es troba enrere) i pedal, aquest orgue va ser perfeccionat pels tolosans Eugène i Jean-Baptiste Puget el 1888, dotant-lo de 50 registres. Aquesta millora va ser inaugurada el 22 de novembre de 1888 per l'organista Charles-Marie Widor. El positiu dorsal es va eliminar i el cos gran es va eixamplar a través d'una plataforma i una petita torreta a cada costat. Vint-i-quatre registres es van col·locar en dues caixes expressives. Maurice Puget, l'últim representant d'aquesta dinastia de constructors d'orgues, va alçar i modificar l'orgue el 1927, després que el campanar s'esfondrés. Aquest instrument va ser restaurat el 2009 per Gérard Bancells i Denis Lacorre.
Aquest orgue està classificat com a monument històric. La tribuna i la seva fusteria tallada van ser executats a partir dels dissenys de Jean Noël-Joseph Bonnal, arquitecte de la ciutat de Tolosa.